# MKS Kluczbork
MKS Kluczbork – polski klub piłkarski z siedzibą w Kluczborku, założony w 2003 roku po połączeniu Kluczborskiego Klubu Sportowego Kluczbork (założonego w 1945 roku), LZS-u Kuniów i Międzyszkolnego Ośrodka Sportu w Kluczborku. Zespół występując w roli gospodarza gra na Stadionie Miejskim w Kluczborku. Udział w rozgrywkach piłkarskich klub rozpoczął od IV ligi w sezonie 2003/2004. Do największych sukcesów klubu należy dotarcie do 1/8 finału Pucharu Polski w sezonie 2011/2012, występy w I lidze piłkarskiej w sezonach 2009/2010, 2010/2011, 2015/2016 oraz 2016/2017 i zajęcie 6. miejsca w pierwszym z nich. Od sezonu 2018/2019 zespół seniorów MKS-u gra w III lidze.

## Historia klubu
Wiosną 2003 roku działacze piłkarscy z LZS Kuniów (miejscowości leżącej nieopodal Kluczborka), wyszli z propozycją aby połączyć się z organizacjami piłkarskimi z Kluczborka i stworzyć nowy Miejski Klub Sportowy (MKS) Kluczbork. 30 czerwca 2003 roku odbyło się zebranie założycielskie, na którym uchwalono, że pierwsza drużyna będzie grała w IV lidze początkowo pod nazwą MKS Kluczbork-Kuniów. Pierwszym prezesem klubu został Andrzej Sypko, zastępcą Adam Sokołowski (wielokrotny mistrz Polski kibiców), sekretarzem Wojciech Smolnik (syn byłego zawodnika Metalu Kluczbork), trenerem Ryszard Okaj (były zawodnik Metalu Kluczbork), a kierownikiem drużyny Kazimierz Jakimów.

### Sezon 2003-2004
W sezonie 2003/2004, będąc w IV lidze kadra przedstawiała się następująco:
- bramkarze: Piotr Panek, Rafał Wyrębek, Marcin Kotowski,
- obrońcy: Tadeusz Hołówka, Maciej Merta, Grzegorz Orzechowski, Ryszard Okaj, Łukasz Puszkar,
- pomocnicy: Łukasz Domino, Dawid Giebułtowicz, Piotr Iyż, Daniel Kaniak, Janusz Luberda, Marek Miksa, Michał Honc, Arkadiusz Pianka, Paweł Jaskólski,
- napastnicy: Dariusz Zawalniak, Tomasz Begar, Łukasz Begar, Zbigniew Hrywna, Sebastian Iyż, Bartosz Szepeta, Tomasz Rabanda.

MKS Kluczbork rozpoczął ligę wygrywając 7 pierwszych meczów. Po wygranej 3:2 w Kędzierzynie-Koźlu został liderem tabeli. Rewelacyjną strzelecką formę prezentował wówczas pomocnik Janusz Luberda, który w pierwszych czterech spotkaniach strzelił 7 bramek. Najbardziej emocjonujące spotkanie MKS rozegrał w 14. kolejce rundy jesiennej na wyjeździe z LZS Starościn, wygrywając 5:4. Jeszcze na pół godziny przed końcem meczu gospodarze wygrywali 3:1, jednak wprowadzeni do gry Łukasz Domino i Sebastian Iyż doprowadzili do zwycięskiego zakończenia meczu.
Przed rundą wiosenną do drużyny dołączyli Paweł Matkowski i Aleksander Matkowski (ze Skalnika Gracze), Adam Mika (z LZS-u Sieraków) oraz juniorzy Robert Zgid, Jacek Babiarz i Grzegorz Kulig. Odeszli natomiast Daniel Kaniak, Marek Miksa, Tomasz Rabanda i Sebastian Iyż (wszyscy przeszli do Burzy Gręboszów). Wyniki w rundzie wiosennej okazały się słabsze niż w rundzie jesiennej. Porażka z OKS-em Olesno oraz remisy z MKS-em Gogolin i KS Kędzierzyn-Koźle spowodowały, że po 22. kolejce MKS spadł na 2. miejsce w tabeli, a po przegranej 0:2 w 29. kolejce na własnym boisku ze Śląskiem Łubniany – na 3. pozycję.
| Miejsce | Nazwa klubu            | Mecze | Punkty | Bramki | Zw. | Rem. | Por. |
| ------- | ---------------------- | ----- | ------ | ------ | --- | ---- | ---- |
| 1       | TOR Dobrzeń Wielki     | 34    | 84     | 86-22  | 26  | 6    | 2    |
| 2       | Skalnik Gracze         | 34    | 73     | 93-42  | 22  | 7    | 5    |
| 3       | MKS KLUCZBORK          | 34    | 71     | 64-36  | 22  | 5    | 7    |
| 4       | Polonia Nysa           | 34    | 56     | 56-45  | 15  | 11   | 8    |
| 5       | Hetman Byczyna         | 34    | 51     | 57-49  | 14  | 9    | 11   |
| 6       | Śląsk Łubniany         | 34    | 48     | 56-57  | 15  | 3    | 16   |
| 7       | MKS Gogolin            | 34    | 47     | 55-52  | 13  | 8    | 13   |
| 8       | LZS Starościn          | 34    | 45     | 64-41  | 12  | 9    | 13   |
| 9       | Małapanew Ozimek       | 34    | 45     | 71-70  | 12  | 9    | 13   |
| 10      | OKS Olesno             | 34    | 44     | 59-63  | 13  | 5    | 16   |
| 11      | Skalnik Tarnów Opolski | 34    | 44     | 34-36  | 12  | 8    | 14   |
| 12      | Unia Krapkowice        | 34    | 44     | 50-54  | 13  | 5    | 16   |
| 13      | Start Namysłów         | 34    | 43     | 44-47  | 11  | 10   | 13   |
| 14      | Victoria Cisek         | 34    | 43     | 40-54  | 13  | 4    | 17   |
| 15      | Polonia Głubczyce      | 34    | 42     | 48-53  | 11  | 9    | 14   |
| 16      | LKS Goświnowice        | 34    | 28     | 45-88  | 7   | 7    | 20   |
| 17      | Fortuna Głogówek       | 34    | 22     | 33-96  | 5   | 7    | 22   |
| 18      | KS Kędzierzyn-Koźle    | 34    | 20     | 20-66  | 4   | 8    | 22   |

### Sezon 2004-2005
W sezonie 2004/2005 trenerem drużyny został Robert Płaczkowski, a kierownikiem Mirosław Krzemiński.
Rundę jesienną pod wodzą nowego trenera klub rozpoczął fatalnie. Po dwóch przegranych kolejkach (1:3 z Victorią Cisek i 0:5 ze Spartą Paczków) zajmował ostatnie miejsce w tabeli. Do końca rundy okupował środek tabeli IV ligi i ostatecznie zajął 11. miejsce z 6 wygranymi, 4 remisami i 7 porażkami.
Przed rundą wiosenną do zespołu powrócili z Burzy Gręboszów Janusz Luberda, P. Wyrębek i Paweł Matkowski, natomiast nowymi zawodnikami zostali Adrian Czernik (LZS Lasowice Wielkie) i Damian Wojciechowski (LZS Kujakowice). Drużynę opuścili Gacek, Panek, Folarin, Smotrycki, Mostowy, Gumny, Miś, Żymańczyk i Hrywna.
Runda wiosenna była dla MKS-u bardzo udana, w pierwszych dwunastu kolejkach nie zanotował żadnej porażki (9 zwycięstw i 3 remisy), strzelając w nich 25 bramek, a tracąc jedynie 3. Swoją siłę kluczborska drużyna pokazała m.in. w meczu z wiceliderem – Swornicą Czarnowąsy – wygrywając w Czarnowąsach 2:0. W 13. kolejce passę tę przerwał dopiero OKS Olesno, zwyciężając u siebie 1:0. Jednak w następnym meczu rozgrywanym w Kluczborku z Małąpanwią Ozimek, MKS wygrał aż 7:1 awansując na 3. miejsce w IV-ligowej tabeli. W przedostatniej kolejce rundy wiosennej, po wygranej 2:1 z Motorem Praszka, MKS Kluczbork został wiceliderem, lecz w ostatniej przegrał 0:2 na boisku lidera – Skalnika Gracze – i ostatecznie zakończył zmagania w lidze na 4 miejscu, mając tyle samo punktów co drugi i trzeci zespół.

### Sezon 2005-2006 i 2006-2007 – IV liga
Przed rozpoczęciem sezonu 2005/2006 na stanowisko prezesa klubu został wybrany Norbert Wolf, natomiast funkcję trenera objął Ryszard Okaj. Kierownikiem drużyny został Wojciech Smolnik.
Kadrę drużyny stanowili:
- bramkarze: Paweł Chałubiec, Paweł Wyrębek i Rafał Wyrębek
- obrońcy: Tomasz Chatkiewicz, Tadeusz Hołówka, Marek Kałuża, Piotr Matkowski, Robert Merta, Grzegorz Orzechowski, Arkadiusz Zadworny
- pomocnicy: Łukasz Domino, Dawid Giebułtowicz, Piotr Iyż, Daniel Konarski, Janusz Luberda, Marek Miksa, Dawid Nowacki, Damian Wojciechowski, Robert Zgid, Marcin Śliwiak i Aleksander Matkowski
- napastnicy: Tomasz Begar, Adrian Czernik, Jarosław Pacholak, Dariusz Zawalniak, Roman Widerski, Marcin Filarski i Paweł Panek

Nowy sezon MKS rozpoczął przegranym 3:1 meczem z Rajfelem Krasiejów. W zespole MKS-u Kluczbork zagrał Waldemar Sobota, późniejszy najlepszy i najskuteczniejszy zawodnik drużyny z Kluczborka.
Do rundy wiosennej sezonu 2005/2006 MKS przystąpił z niewielkimi zmianami kadrowymi. Do zespołu dołączyli Grzegorz Włoch (Hetman Byczyna), Łukasz Skowronek oraz wychowankowie: Tomasz Szyc, Łukasz Olejarz i Michał Buła. W tej rundzie klub odniósł najwyższe jak do tej pory zwycięstwo w historii ligowych zmagań. W 23. kolejce wygrał u siebie z Victorią Cisek aż 12:0, a hat-trick’iem popisał się wychowanek klubu, Łukasz Olejarz, który gole te zdobył w ciągu 19 minut.
W połowie maja 2006 roku nastąpiła zmiana na stanowisku trenera. Ryszarda Okaja zastąpił Robert Płaczkowski, który zadebiutował przegranym 0:1 meczem z OKS-em Olesno. Następne spotkania ligowe były już dużo lepsze. W kolejnych siedmiu MKS odniósł 6 zwycięstw (przegrał tylko 0:1 z liderem – TOR-em Dobrzeń Wielki) i w sezonie 2005/2006 zakończył ligę na 5. miejscu.
Sezon 2006/2007 w IV lidze rozpoczął się zmianami w zarządzie klubu. Nowym prezesem został Roman Kamiński.
Kadra sezonu 2006/2007:
- bramkarze: Paweł Chałubiec, Rafał Wyrębek i Paweł Wyrębek
- obrońcy: Tomasz Chatkiewicz, Tadeusz Hołówka, Marek Kałuża, Paweł Kos, Piotr Matkowski, Rafał Merta i Tomasz Szyc
- pomocnicy: Michał Buła, Łukasz Domino, Dawid Giebułtowicz, Piotr Iyż, Janusz Luberda, Dawid Nowacki, Łukasz Skowronek, Roman Widerski, Damian Wojciechowski i Robert Zgid
- napastnicy: Tomasz Begar, Adrian Czernik, Aleksander Matkowski, Łukasz Olejarz, Jarosław Pacholak i Grzegorz Włoch

Rundę jesienną MKS rozpoczął od zwycięstwa na wyjeździe 5-0 nad Startem Namysłów. Trafiły się też mecze remisowe (na wyjeździe 1-1 z GKS-em Starościn) czy przegrane (na wyjeździe 0:3 ze Swornicą Czarnowąsy). Ostatecznie rundę tę MKS zakończył na pierwszym miejscu w tabeli IV ligi, z najskuteczniejszym atakiem – 56 bramek w 17 meczach.
Zimą 2007 roku MKS wzmocnił się kadrowo. Z OKS-u Olesno przyszedł bramkarz Grzegorz Świtała, który w niedługim czasie stał się podstawowym zawodnikiem na tej pozycji, na obronę trafił Sławomir Poprawa z LZS Siemianice. Doszli również: Tomasz Jasiński z Motoru Praszka oraz Tomasz Kazimierowicz. Odeszli natomiast Rafał Wyrębek (do LZS Gronowice), Paweł Wyrębek (do Gal Gaz Galewice), Roman Widerski (do Centrala Nasienna Proślice) oraz Marcin Śliwiak, Dawid Giebułtowicz, Piotr Iyż, Damian Wojciechowski, Robert Zgid i Aleksander Matkowski, którzy odeszli do rezerw MKS-u.
W pierwszych 9 meczach rundy wiosennej MKS wygrał 8 z nich i w jednym zremisował bezbramkowo z wiceliderem – Swornicą Czarnowąsy. Rozstrzygnięcie sezonu nastąpiło 26 maja 2007 roku, gdzie MKS na wyjeździe wygrał 3:2 ze Startem Bogdanowice, a Swornica Czarnowąsy niespodziewanie przegrała 1:2 z LKS-em Poborszów i na 4 kolejki przed zakończeniem sezonu MKS zapewnił sobie awans do III ligi.

### Sezon 2007/2008 – III liga
W 2007 roku PZPN zadecydował o reformie rozgrywek. Zwycięzca III ligi awansował do nowej I ligi, zespoły z miejsc 2-7 awansowały do nowej II ligi, a zespoły z miejsce 8-16 miały utworzyć nową III ligę.
Jesienią 2007 roku nastąpiła zmiana na stanowisku trenera drużyny MKS-u. Pierwszym trenerem został Ryszard Okaj, a jego asystentem Robert Płaczkowski. Drużynę zasilili natomiast: Wyrębek, Adamczyk (obaj z Gal Gaz Galewice), Drąg i Jagieniak (obaj ze Skalnika Gracze), Grodzki (z Odry Opole), Glanowski (z SMS Łódź), Hober (z OKS Olesno) oraz wychowanek klubu, Wenger. Właśnie na jesień tego roku pozyskany został z Rajfela Krasiejów Waldemar Sobota.
Zespół z Kluczborka zagrał wreszcie w III lidze po 12-letniej przerwie (ostatnio występował tam Metal Kluczbork). Pierwszą bramkę w III lidze zdobył Marcin Adamczyk 27 sierpnia 2007 roku w 25 minucie w meczu z Walką Zabrze, rozgrywanym w Kluczborku i wygranym 2-0. Pozyskanie Adamczyka do drużyny było trafnym posunięciem, bowiem w pierwszych 5 meczach zdobył on 5 bramek, a w całej rundzie jesiennej strzelił ich 7. Po wygranej z Orłem Ząbkowice, MKS awansował na pozycję wicelidera, a po wygranym wynikiem 4-1 meczu u siebie ze Skalnikiem Gracze w 12. kolejce (było to 20 października 2007 roku), został samodzielnym liderem. Ostatecznie MKS zakończył rundę jesienną w III lidze na 3. pozycji.
Przed rundą wiosenną nastąpiły w klubie kolejne zmiany, na czele zarządu stanął Bolesław Bednarczuk, a do kadry dołączyli: Kamil Nitkiewicz (z Chrobrego Głogów), Paweł Gierak (z Motoru Praszka), bramkarz Marcin Mazur (z Pogoni Kostów). Natomiast z gry na Cyprze wrócił Bartosz Szepeta. Z klubu odszedł do Odry Opole Grodzki. Jeszcze przed zakończeniem sezonu zapadła decyzja, że w nowym sezonie zespołu nie poprowadzi duet trenerski – Okaj, Płaczkowski. Funkcję szkoleniowca od dnia 1 lipca 2008 roku przejął Andrzej Polak, który dotychczas był trenerem Victorii Chróścice. W rundzie wiosennej MKS rozegrał 15 spotkań, w tym 8 razy zwyciężał, 3 razy remisował i 4 mecze przegrał. Ostatecznie sezon 2007/2008 MKS zakończył na 4 miejscu i awansował do II ligi.

### Sezon 2008/2009 – II liga
W sezonie 2008/2009 prezesem klubu był Bolesław Bednarczuk, wiceprezesami Wojciech Smolnik, Roman Kamiński i Adam Stecki, trenerem Andrzej Polak, jego asystentem Andrzej Konwiński, trenerem bramkarzy Piotr Gucz, masażystką Małgorzata Derda, a kierownikiem drużyny Wojciech Smolnik. Kadrę zespołu tworzyli:
- bramkarze – Grzegorz Świtała, Paweł Chałubiec i Krzysztof Stodoła.
- obrońcy – Tomasz Chatkiewicz, Dawid Nowacki, Tomasz Jagieniak, Tomasz Drąg, Paweł Gierak, Marcin Adamczyk i Michał Sawko.
- pomocnicy – Janusz Luberda, Michał Glanowski, Tomasz Kazimierowicz, Wojciech Hober, Kamil Nitkiewicz, Tomasz Cieślak, Bartosz Kowalczyk, Adam Krzęciesa i Rafał Niziołek.
- napastnicy – Waldemar Sobota, Tomasz Begar, Tomasz Jasiński, Piotr Sobotta, Mariusz Stępień.

Runda jesienna w II lidze, była bardzo udana. W pierwszych ośmiu meczach MKS odniósł 6 zwycięstw, 1 remis i 1 porażkę. Na inaugurację II ligi drużyna z Kluczborka zagrała z faworytem rozgrywek, Zawiszą Bydgoszcz. Mecz rozpoczął się trochę niefortunnie, bowiem już w 8 minucie bydgoszczanie strzelili bramkę z rzutu karnego. Później było już tylko lepiej i w efekcie po 2 bramkach Waldemara Soboty, MKS wygrał 2-1. W 3 kolejce po trzech kolejnych wygranych MKS był nawet liderem tabeli II ligi. Do końca rundy jesiennej MKS spisywał się bardzo dobrze, choć trafiły mu się dwie przegrane i to na własnym stadionie (z Jarotą Jarocin 0-1 i z Czarnymi Żagań 2-4).
Przed rozpoczęciem rundy wiosennej prezesem został Andrzej Buła, a do kadry dołączyli Piotr Stawowy i Patryk Tuszyński (obaj z Gawina Królewska Wola), Damian Wolny (z Olimpii Lewin Brzeski) i Łukasz Olejarz (z rezerw MKS-u). Pierwsze mecze nie wypadły pomyślnie. Kolejne dwie przegrane na wyjeździe (0-1 z Pogonią Szczecin i 1-4 z Jarotą Jarocin) spowodowały spadek na 4. miejsce w tabeli. Przełomem był mecz w Kluczborku z Rakowem Częstochowa wygrany 1-0 po strzale Patryka Tuszyńskiego w 89 minucie. Do końca sezonu 2008/2009, MKS przegrał tylko 1 mecz (0-1 z Zagłębiem w Sosnowcu), 3 zremisował, 9 wygrał i zakończył zmagania ligowe na pozycji lidera II ligi. W całym sezonie 2008/2009 zespół z Kluczborka 21 meczów wygrał, 4 zremisował i 9 przegrał. Zaraz po zakończeniu sezonu, dotychczasowemu trenerowi – Andrzejowi Polakowi kończył się kontrakt. Zarząd klubu nie doszedł z nim do porozumienia i 15 czerwca 2009 roku powierzył obowiązki I trenera Grzegorzowi Kowalskiemu. Do pracy w klubie na stanowisko asystenta I trenera, wrócił Ryszard Okaj, który dotychczas był trenerem III-ligowego Ruchu Zdzieszowice.
| Miejsce | Nazwa klubu         | Mecze | Punkty | Bramki | Zw. | Rem. | Por. |
| ------- | ------------------- | ----- | ------ | ------ | --- | ---- | ---- |
| 1       | MKS Kluczbork       | 34    | 67     | 59-33  | 21  | 4    | 9    |
| 2       | Pogoń Szczecin      | 34    | 62     | 55-35  | 18  | 8    | 8    |
| 3       | Gawin Ślęza Wrocław | 34    | 59     | 57-37  | 17  | 8    | 9    |
| 4       | Nielba Wągrowiec    | 34    | 57     | 62-44  | 17  | 6    | 11   |
| 5       | Raków Częstochowa   | 34    | 54     | 46-32  | 15  | 9    | 10   |
| 6       | Kotwica Kołobrzeg   | 34    | 53     | 45-33  | 14  | 11   | 9    |
| 7       | Zawisza Bydgoszcz   | 34    | 51     | 47-43  | 14  | 9    | 11   |
| 8       | Elana Toruń         | 34    | 51     | 49-41  | 14  | 9    | 11   |
| 9       | GKS Tychy           | 34    | 48     | 35-34  | 13  | 9    | 12   |
| 10      | Unia Janikowo       | 34    | 48     | 30-27  | 11  | 15   | 8    |
| 11      | Zagłębie Sosnowiec  | 34    | 45     | 36-31  | 14  | 7    | 13   |
| 12      | Jarota Jarocin      | 34    | 45     | 51-44  | 12  | 9    | 14   |
| 13      | Miedź Legnica       | 34    | 39     | 39-51  | 10  | 9    | 15   |
| 14      | Czarni Żagań        | 34    | 38     | 31-50  | 9   | 11   | 14   |
| 15      | Victoria Koronowo   | 34    | 33     | 27-50  | 9   | 6    | 19   |
| 16      | Lechia Zielona Góra | 34    | 30     | 37-61  | 5   | 15   | 14   |
| 17      | Chemik Police       | 34    | 28     | 31-65  | 6   | 1    | 23   |
| 18      | Polonia Słubice     | 34    | 26     | 36-62  | 7   | 5    | 22   |

### Sezon 2009/2010 – I liga
Skład kierownictwa klubu w latach 2009/2010 przedstawiał się następująco:
- prezes – Andrzej Buła,
- wiceprezesi – Wojciech Smolnik, Adam Stecki i Roman Kamiński,
- I trener – Grzegorz Kowalski,
- asystent trenera – Ryszard Okaj,
- asystent ds. przygotowania fizycznego – Łukasz Becella,
- trener bramkarzy – Piotr Gucz,
- masażyści – Dariusz Baran i Przemysław Zalcman,
- kierownik drużyny – Piotr Dachowski.

Natomiast kadrę zawodników na rundę jesienną stanowili:
- bramkarze – Krzysztof Stodoła, Paweł Chałubiec i Grzegorz Świtała,
- obrońcy – Marcin Adamczyk, Tomasz Cieślak, Paweł Gierak, Tomasz Jagieniak, Dawid Nowacki, Paweł Odrzywolski, Adam Orłowicz i Piotr Stawowy,
- pomocnicy – Michał Glanowski, Tomasz Kazimierowicz, Kamil Nitkiewicz, Rafał Niziołek, Marcel Surowiak, Łukasz Szczepaniak, Tomasz Zieliński, Wojciech Hober, Adam Krzęciesa i Bartosz Kowalczyk,
- napastnicy – Kamil Król, Arkadiusz Półchłopek, Waldemar Sobota, Piotr Sobotta i Patryk Tuszyński.

Pierwsze mecze na zapleczu ekstraklasy nie zachwyciły kibiców, jak i samych zawodników (na 5 meczów – 1 remis i 4 przegrane). MKS po 5 kolejce zajmował ostatnie miejsce w tabeli I ligi. Po piątej z rzędu porażce w Kluczborku 0-2 z Motorem Lublin, trener Grzegorz Kowalski zachorował i na trenerskiej ławce zastąpił go jego asystent – Ryszard Okaj. Kolejny mecz, również w Kluczborku, choć wygrany 2-0 z Pogonią Szczecin, nie przerwał złej passy, bowiem kolejne 3 mecze MKS przegrał. Zapowiedzią lepszych wyników był mecz w Kluczborku z 14-krotnym mistrzem Polski – Górnikiem Zabrze. Choć przegrany 0-1, to jednak zapowiadał lepsze dni w ligowych potyczkach. Przez następne mecze bywało różnie aż do 10 października 2009 roku, kiedy to do Kluczborka zawitał Widzew Łódź pod wodzą byłego selekcjonera reprezentacji Polski – Pawła Janasa. Łodzianie do meczu z MKS-em mieli na swoim koncie tylko jedną przegraną, a po nim już drugą. Po trwającym 97 minut meczu wygrał MKS wynikiem 2-0. Ta wygrana zapoczątkowała marsz w górę tabeli I ligi. Do końca rundy jesiennej MKS nie przegrał żadnego meczu, rozgrywając jeszcze awansem dwa mecze z wiosny i kończąc jesień na 14. miejscu w tabeli.
Wiosną w zespole doszło do kilku zmian, odeszli: Król, Surowiak, Szczepaniak, Stępień, Zieliński, Wolny, Sobotta i Cieślak. Doszli natomiast: Artur Cybulski (Rajfel Krasiejów), Rafał Wodniok (Odra Opole), Tomasz Copik (GKS Jastrzębie), Roland Emeka John (LZS Piotrówka) i Paweł Żehaluk (wychowanek). Rundę wiosenną MKS rozpoczął bardzo dobrze, w pierwszych 6 meczach, wygrał 3 mecze, 2 zremisował i 1 przegrał. Szczególnie ważnymi były mecze rozegrane na Pomorzu (w dniach 27 marca 2010 roku i 31 marca 2012 roku). Pierwszy z Pogonią Szczecin wygrany 1-0, a drugi z Flotą Świnoujście wygrany aż 4-1. Najważniejszy jednak mecz, decydujący o utrzymaniu w I lidze, MKS rozegrał w przedostatniej kolejce sezonu (dnia 1 czerwca 2010 roku) z Wisłą Płock. Po 90 minutach wynik brzmiał 4-0 dla MKS-u. Ostatnie zawody sezonu odbywały się w Kluczborku, gdzie gościł zespół GKS-u Katowice, i tym razem kluczborczanie okazali się górą wygrywając 3-0. Był to ostatni mecz I ligi sezonu 2009/2010 i był to też ostatni mecz Waldemara Soboty w barwach MKS-u. Popularnym w Kluczborku „Waldim” zainteresowało się kilka ekstraklasowych klubów (m.in. Widzew Łódź, GKS Bełchatów, Górnik Zabrze czy Śląsk Wrocław). Ostatecznie najskuteczniejszy kluczborski zawodnik podpisał kontrakt ze Śląskiem Wrocław i od nowego sezonu rozpoczął grę w tym klubie. Na cześć Waldemara Soboty – najlepszego piłkarza w historii MKS-u, „nr 2” na koszulce jest zarezerwowany dla niego. Ostatecznie MKS zmagania w I lidze zakończył na 6 pozycji, wygrywając 12 meczów, 10 remisując, a 12 przegrywając.

### Sezon 2010/2011 – I liga (spadek)
Skład MKS-u w rundzie jesiennej sezonu 2010/2011 przedstawiał się następująco:
- bramkarze: Krzysztof Stodoła i Grzegorz Świtała
- obrońcy: Artur Cybulski, Tomasz Jagieniak, Paweł Odrzywolski, Adam Orłowicz, Piotr Stawowy, Maciej Wilusz i Paweł Żehaluk
- pomocnicy: Marcin Adamczyk, Tomasz Copik, Michał Glanowski, Wojciech Hober, Patryk Jędrzejowski, Tomasz Kazimierowicz, Kamil Nitkiewicz, Rafał Niziołek, Dawid Nowacki, Grzegorz Skwara i Rafał Wodniok
- napastnicy: Dariusz Góral, Arkadiusz Półchłopek i Patryk Tuszyński.

MKS rundę tę rozpoczął od dwóch remisów i przegranej 0:2 w Polkowicach z tamtejszym Górnikiem Polkowice. W dalszej części rundy różnie bywało, przegrane u siebie, wygrane mecze na wyjeździe aż do 13. kolejki. W dniu 23 października 2010 roku w obecności 800 widzów MKS gościł Wartę Poznań. Mecz pierwotnie był przez PZPN zaplanowany na godzinę 17:00 na Stadionie Miejskim w Poznaniu, ale w związku z wymianą murawy przeniesiony został na godzinę 14:00 do Kluczborka. Już w 2. minucie meczu po strzale z karnego Piotra Stawowego kluczborczanie prowadzili 1:0. Do końca pierwszej połowy mecz rozgrywany był w środku boiska, chociaż częściej przy piłce byli zawodnicy Warty. W drugiej połowie ostro zaatakowali zawodnicy MKS-u co skutkowało kolejnym golem na 2:0, strzelonym przez Pawła Odrzywolskiego. Po kilku minutach gra się wyrównała i do „głosu” zaczęli dochodzić piłkarze z Poznania. Mając kilka niezłych sytuacji bramkowych nie mogli pokonać jednak bardzo dobrze dysponowanego w kluczborskiej bramce – Krzysztofa Stodoły. Końcówka meczu znów należała do podopiecznych Grzegorza Kowalskiego i w ciągu dwóch minut (w 88 i 90 minucie meczu), najpierw Tomasz Kazimierowicz, a potem Kamil Nitkiewicz, ustalili wynik meczu na 4:0 dla MKS-u. Po tym meczu aresztowano I trenera – Grzegorza Kowalskiego, który został posądzony o korupcję jeszcze w sezonie 2003/2004, gdy był trenerem Śląska Wrocław. Do końca rundy (przez 4 kolejki), z warunkową zgodą PZPN-u, zespół prowadził dotychczasowy asystent trenera, Ryszard Okaj.
Rundę wiosenną sezonu 2010/2011 kluczborski zespół rozpoczął z niewielkimi zmianami kadrowymi, przeprowadzany pod okiem trenera Ryszarda Okaja. Do zespołu przybyli: Grzegorz Wnuk (bramkarz z MKS Gogolin), Krzysztof Ulatowski (pomocnik ze Śląska Wrocław), Krzysztof Kaczmarek (pomocnik z Czarnych Żagań) i Dawid Hanzel (napastnik z Odry Wodzisław Śląski). Z zespołu odeszli natomiast: Artur Cybulski (obrońca do Odry Wodzisław Śląski), Marcin Adamczyk (pomocnik do Warty Działoszyn), Patryk Jędrzejowski (pomocnik do Śląska Wrocław), Dawid Nowacki (pomocnik do Rolnika Wierzbica Górna) i Grzegorz Skwara (pomocnik do Olimpii Elbląg). W rundzie tej MKS-owi wiodło się dużo gorzej niż jesienią. Na 17 spotkań zespół z Kluczborka wygrał tylko 2 mecze (1:0 z Ruchem Radzionków i 2:0 z Górnikiem Polkowice, obydwa w Kluczborku), trzeci natomiast walkowerem z GKP Gorzów Wlkp. Najbardziej dotkliwymi przegranymi meczami były spotkania z Pogonią Szczecin w Szczecinie, przegrany 1:5 oraz mecz w Kluczborku w dniu 4 czerwca 2011 roku zakończony wynikiem 0:4 z Sandecją Nowy Sącz. Ogólnie w sezonie 2010/2011 MKS na rozegrane 34 spotkania, 8 wygrał, 12 zremisował i 14 przegrał, zajmując spadkowe 15. miejsce w tabeli I ligi Od nowego sezonu 2011/2012 MKS zdobywał punkty w II lidze, grupie zachodniej.
| Miejsce | Nazwa klubu                  | Mecze | Punkty | Bramki | Zw. | Rem. | Por. |
| ------- | ---------------------------- | ----- | ------ | ------ | --- | ---- | ---- |
| 1       | Łódzki KS                    | 34    | 71     | 59-34  | 20  | 11   | 3    |
| 2       | Podbeskidzie Bielsko-Biała   | 34    | 69     | 53-23  | 20  | 9    | 5    |
| 3       | Flota Świnoujście            | 34    | 66     | 58-34  | 19  | 9    | 6    |
| 4       | Sandecja Nowy Sącz           | 34    | 56     | 52-34  | 15  | 11   | 8    |
| 5       | Piast Gliwice                | 34    | 52     | 45-31  | 13  | 13   | 8    |
| 6       | Pogoń Szczecin               | 34    | 51     | 55-42  | 14  | 9    | 11   |
| 7       | Warta Poznań                 | 34    | 50     | 44-43  | 14  | 8    | 12   |
| 8       | Bogdanka Łęczna              | 34    | 50     | 44-39  | 14  | 8    | 12   |
| 9       | Ruch Radzionków              | 34    | 46     | 34-32  | 13  | 7    | 14   |
| 10      | Górnik Polkowice             | 34    | 42     | 31-39  | 12  | 6    | 16   |
| 11      | GKS Katowice                 | 34    | 41     | 47-57  | 10  | 11   | 13   |
| 12      | Kolejarz Stróże              | 34    | 38     | 30-43  | 10  | 8    | 16   |
| 13      | Dolcan Ząbki                 | 34    | 37     | 33-39  | 10  | 7    | 17   |
| 14      | Bruk-Bet Termalica Nieciecza | 34    | 37     | 40-53  | 10  | 7    | 17   |
| 15      | MKS Kluczbork                | 34    | 36     | 36-44  | 8   | 12   | 14   |
| 16      | KSZO Ostrowiec Świętokrzyski | 34    | 36     | 32-43  | 9   | 9    | 16   |
| 17      | Odra Wodzisław Śląski        | 34    | 32     | 29-58  | 9   | 5    | 20   |
| 18      | Stilon Gorzów Wielkopolski   | 34    | 29     | 28-62  | 7   | 8    | 19   |

### Sezon 2011/2012 – II liga, grupa zachodnia
Podczas letniej przerwy, 1 lipca 2011 roku nastąpiła zmiana na stanowisku trenera drużyny seniorów. Miejsce Ryszarda Okaja zajął nowy trener – Zbigniew Smółka, a jego asystentem został Krzysztof Kapelan. Również w składzie zespołu nastąpiły zmiany i podczas rundy jesiennej przedstawiał się on następująco:
- bramkarze – Mateusz Abramowicz, Łukasz Jarosiński i Grzegorz Wnuk,
- obrońcy – Marcin Dymkowski, Karol Fryzowicz, Łukasz Ganowicz, Adam Orłowicz, Piotr Stawowy, Michał Sudoł, Kamil Wenger i Maciej Wilusz,
- pomocnicy – Miłosz Culic, Galdino Luiz Mendes Júnior, Michał Glanowski, Wojciech Hober, Krzysztof Kaczmarek, Denis Kumiec, Adrian Krysian, Kamil Nitkiewicz, Rafał Niziołek, Adrian Pajączkowski, Tomasz Swędrowski, Krzysztof Ulatowski i Rafał Wodniok,
- napastnicy – Piotr Burski, Paschal Ekwueme, Damian Izydorski, Sebastian Łętocha, Piotr Nowosielski, Arkadiusz Półchłopek, Szymon Skrzypczak i Patryk Tuszyński.

Podobnie jak w poprzednim sezonie MKS rundę jesienną sezonu 2011/2012 rozpoczął złą passą. W pierwszych trzech meczach zanotował 2 remisy i przegraną. Kolejne dwa spotkania to 2 wygrane, lecz następny mecz z Calisią Kalisz rozgrywany w Kluczborku skończył się wygraną gości. Bardzo dobre spotkanie i cenne zwycięstwo MKS odniósł w meczu rozgrywanym w Kluczborku 10 września 2011 roku. W dniu tym kluczborczanie podejmowali zespół Rakowa Częstochowa i zwyciężyli wynikiem 4-2. Już w 10 minucie spotkania Raków Częstochowa prowadził 0:1, po strzale Artura Pląskowskiego. Takim stosunkiem bramek zakończyła się I połowa. Po zmianie stron zawodnicy MKS-u ostro zaatakowali co poskutkowało strzeleniem dwóch bramek w ciągu dwóch minut przez Adriana Plutę (48′ – gol samobójczy) i Rafała Niziołka (50′). Kolejną bramkę podwyższającą wynik meczu strzelił Patryk Tuszyński, a 3 minuty później na 3:2 podwyższył pomocnik częstochowian – Rafał Czerwiński. Wynik meczu na 4-2 w 74 minucie ustalił Rafał Niziołek.
W rundzie wiosennej drużynie wiodło się ze zmiennym szczęściem, podobnie jak w rundzie jesiennej. Zespół potrafił przegrać u siebie 0:1 z Jarotą Jarocin, natomiast wygrać 3:2 w Chojnicach z tamtejszą Chojniczanką i pokonać w Kluczborku w stosunku 2:1 Bytovię Bytów. Na cztery kolejki przed zakończeniem sezonu (10 maja 2012 roku) z funkcji trenera zrezygnował Zbigniew Smółka. Do końca sezonu zespół poprowadził jego asystent Krzysztof Kapelan. Zaraz po zakończeniu sezonu (27 maja 2012 roku) posadę trenera objął Andrzej Konwiński. Cały sezon 2011/2012 MKS zakończył na 10 miejscu. Zdobywając 48 punktów zespół wygrał 13 meczów, zremisował 9 i przegrał 12.

### Sezon 2012/2013 – II liga, grupa zachodnia
Latem 2012 roku nastąpiły zmiany w składzie drużyny. Na rozpoczęciu rundy jesiennej sezonu 2012/2013 skład drużyny przedstawiał się następująco:
- bramkarze – Mateusz Abramowicz, Grzegorz Wnuk, Robert Błąkała,
- obrońcy – Łukasz Ganowicz, Bartłomiej Gawron, Paweł Gierak, Wojciech Hober, Adam Orłowicz, Michał Sudeł, Daniel Wrześniewski.
- pomocnicy – Mateusz Arian, Wojciech Bzdęga, Miłosz Culic, Adam Deja, Damian Kaczmarek, Denis Kumiec, Rafał Niziołek, Tomasz Swędrowski.
- napastnicy – Piotr Burski, Patryk Jarema, Igor Jurga, Michał Kojder, Dawid Mehlich, Radosław Mikulski.

Początek rundy jesiennej był dla zespołu bardzo fatalny. W pierwszych 5 meczach drużyna MKS-u doznała 4 przegranych i 1 remis i dopiero rozgrywany w 6. kolejce mecz z Elaną Toruń w Toruniu, wygrany 4-0, przełamał złą passę. Do końca rundy MKS doznał tylko jednej przegranej u siebie 0:1 z MKS-em Oława. W czasie trwania zmagań ligowych z funkcji prezesa klubu zrezygnował Andrzej Buła i do zakończenia rozgrywek jesiennych stanowisko to pozostawało nieobsadzone. W listopadzie 2012 roku walne zgromadzenie wybrało Zdzisława Sarnickiego na stanowisko prezesa klubu. Zespół i trener mogli spokojnie przygotowywać się do rewanżowej rundy wiosennej.
W zimowym okienku transferowym w zespole doszło do niewielkich zmian. Odeszli: Igor Jurga (wrócił z wypożyczenia do Lecha Poznań), Adam Deja (został wypożyczony do Podbeskidzia Bielsko-Biała) i Michał Sudoł, przyszli natomiast: Tomasz Suchecki

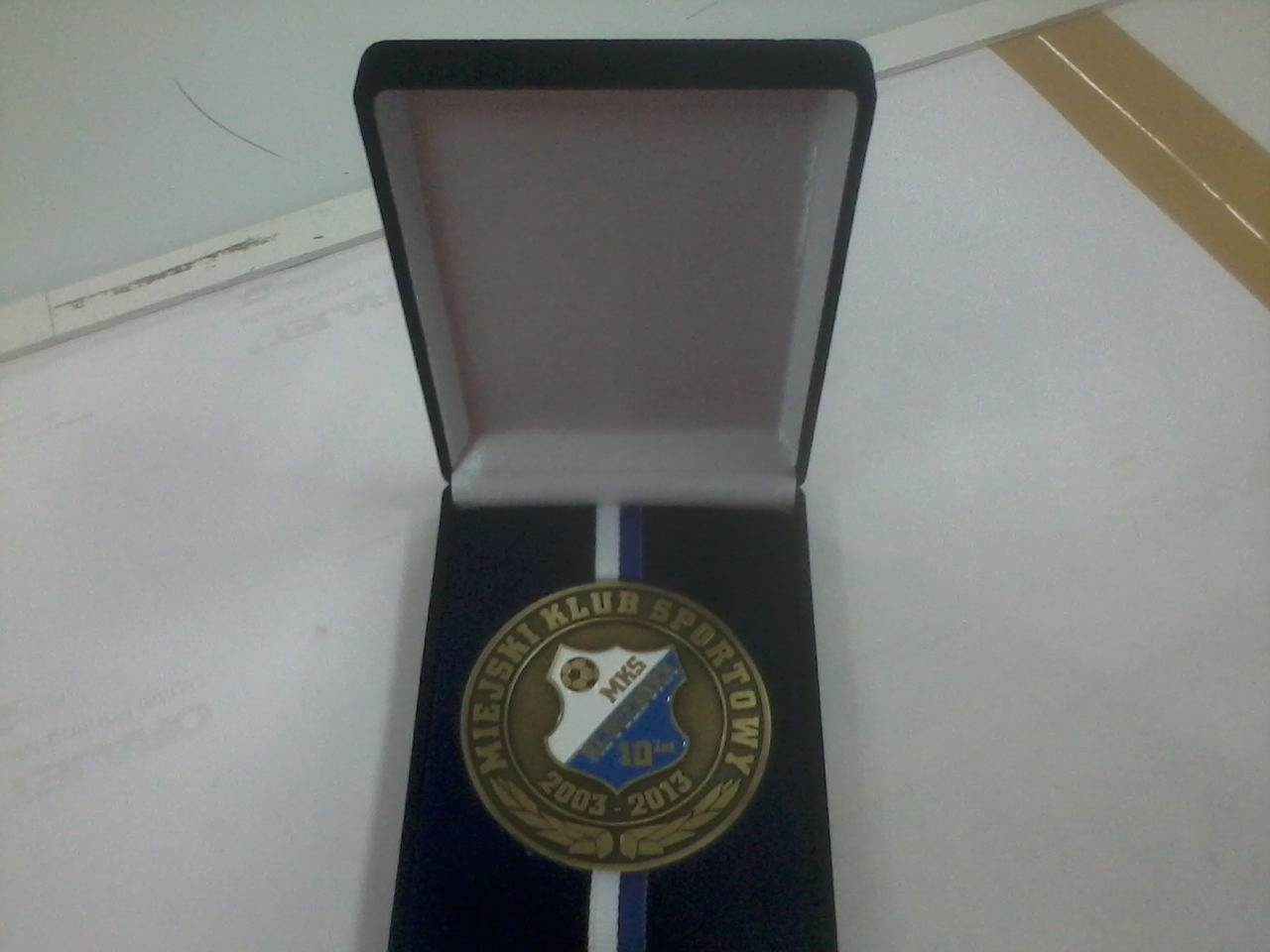
Okolicznościowy medal wydany na 10-lecie klubu

(pomocnik z Victorii Chróścice), Bartłomiej Rewucki (obrońca wypożyczony z Odry Opole) oraz Norbert Matuszek (bramkarz – wypożyczony z rezerw Miedzi Legnica). Z zespołem trening rozpoczęli również dwaj juniorzy, wychowankowie MKS-u: Radosław Mikulski i Michał Bienias.
Runda wiosenna sezonu 2012/2013, rozpoczęła się mało optymistycznie. Zespół pod wodzą trenera Andrzeja Konwińskiego przez pierwsze 3 kolejki nie zanotował wygranej. Dopiero pokonanie w 4 kolejce rundy na własnym boisku Elany Toruń (1-0), rozpoczęło pasmo 9 meczów bez porażki, przy strzelonych 10 i straconych tylko 2 bramkach. W tym czasie defensywa MKS-u była najskuteczniejszą w lidze. W przedostatniej kolejce, gdy rozgrywały się losy awansu do I ligi, MKS wygrywając 4-0 z Bytovią Bytów, pozbawił tę drużynę awansu. Sezon 2012/2013 MKS zakończył na 5 miejscu, zdobywając 57 punktów. Zespół wygrał 16 meczów, 9 zremisował i 9 przegrał.
Zakończenie sezonu 2012/2013 zbiegło się z 10. leciem powstania klubu. Obchody jubileuszu odbyły się jednak dopiero 31 sierpnia 2013 roku na Stadionie Miejskim, już w nowym sezonie ligowym 2013/2014.

### Sezon 2013/2014 – II liga, grupa zachodnia
Latem 2013 roku doszło w drużynie do zmian. Odeszli:
- pomocnik Adam Deja (do Podbeskidzia Bielsko-Biała),
- bramkarze Grzegorz Wnuk (do ROW-u 1964 Rybnik) i Robert Błąkała (do Garbarni Kraków) oraz
- obrońca Bartłomiej Gawron (do KS Bystrzyca Kąty Wrocławskie)[39].

Przyszli:
- bramkarze – Amadeusz Skrzyniarz z Zagłębia Lubin i Grzegorz Czarnecki ze Sparty Paczków,
- obrońca – Mateusz Śliwa z Jaroty Jarocin,
- pomocnicy – Krzysztof Wolkiewicz z Polonii Środa Wielkopolska, Przemysław Kwaśniewski i Kamil Stępień obaj z Górnika II Zabrze, Mateusz Skrobol z Gwarka Zabrze,
- napastnik – Jakub Legierski z czeskiego II-ligowego MFK Karviná.

Ponadto do rozgrywek ligowych w pierwszej drużynie zostali zgłoszeni również juniorzy, wychowankowie klubu:
- obrońca – Daniel Wrześniewski,
- pomocnicy – Aleksander Muzyka, Przemysław Skóra, Łukasz Nawrot[40].

| Statystyka sezonu 2013/2014 [34 mecze, 52 punkty, bramki 57-46, 5 miejsce w II lidze (gr.zachodnia)] | Statystyka sezonu 2013/2014 [34 mecze, 52 punkty, bramki 57-46, 5 miejsce w II lidze (gr.zachodnia)] | Statystyka sezonu 2013/2014 [34 mecze, 52 punkty, bramki 57-46, 5 miejsce w II lidze (gr.zachodnia)] | Statystyka sezonu 2013/2014 [34 mecze, 52 punkty, bramki 57-46, 5 miejsce w II lidze (gr.zachodnia)] | Statystyka sezonu 2013/2014 [34 mecze, 52 punkty, bramki 57-46, 5 miejsce w II lidze (gr.zachodnia)] | Statystyka sezonu 2013/2014 [34 mecze, 52 punkty, bramki 57-46, 5 miejsce w II lidze (gr.zachodnia)] |
| Kolejka                                                                                              | Data                                                                                                 | Dom/Wyjazd                                                                                           | Rywal                                                                                                | Wynik                                                                                                | Strzelcy                                                                                             |
| --- | --- | --- | --- | --- | --- |
| 1 | 27-07-2013                                                                                           | dom                                                                                                  | Rozwój Katowice                                                                                      | 5-0                                                                                                  | Wojciech Bzdęga 7, Rafał Niziołek 15, Wojciech Hober 29, Krzysztof Wolkiewicz 34, 64                 |
| 2 | 03-08-2013                                                                                           | wyjazd                                                                                               | Chrobry Głogów                                                                                       | 0-0                                                                                                  | |
| 3 | 10-08-2013                                                                                           | dom                                                                                                  | KS Polkowice                                                                                         | 3-3                                                                                                  | Rafał Niziołek 44, Krzysztof Wolkiewicz 61, Adam Orłowicz 90                                         |
| 4 | 16-08-2013                                                                                           | wyjazd                                                                                               | Polonia Bytom                                                                                        | 1-1                                                                                                  | Rafał Niziołek 17                                                                                    |
| 5 | 24-08-2013                                                                                           | dom                                                                                                  | Gryf Wejherowo                                                                                       | 2-2                                                                                                  | Jakub Legierski 56, 90                                                                               |
| 6 | 31-08-2013                                                                                           | dom                                                                                                  | UKP Zielona Góra                                                                                     | 1-2                                                                                                  | Michało Kojder 41                                                                                    |
| 7 | 07-09-2013                                                                                           | wyjazd                                                                                               | Raków Częstochowa                                                                                    | 0-3                                                                                                  | |
| 8 | 14-09-2013                                                                                           | dom                                                                                                  | Ostrovia 1909                                                                                        | 3-1                                                                                                  | Radosław Mikulski 22, Rafał Niziołek 45 (k), Krzysztof Wolkiewicz 83                                 |
| 9 | 20-09-2013                                                                                           | wyjazd                                                                                               | Odra Opole                                                                                           | 0-0                                                                                                  | |
| 10                                                                                                   | 28-09-2013                                                                                           | dom                                                                                                  | Warta Poznań                                                                                         | 0-3                                                                                                  | |
| 11                                                                                                   | 05-10-2013                                                                                           | wyjazd                                                                                               | Błękitni Stargard                                                                                    | 0-4                                                                                                  | |
| 12                                                                                                   | 12-10-2013                                                                                           | dom                                                                                                  | Górnik Wałbrzych                                                                                     | 1-2                                                                                                  | Mateusz Arian 59 (k)                                                                                 |
| 13                                                                                                   | 19-10-2013                                                                                           | wyjazd                                                                                               | Zagłębie Sosnowiec                                                                                   | 1-0                                                                                                  | |
| 14                                                                                                   | 26-10-2013                                                                                           | dom                                                                                                  | Jarota Jarocin                                                                                       | 2-1                                                                                                  | Adam Orłowicz 44, Wojciech Bzdęga 74                                                                 |
| 15                                                                                                   | 02-11-2013                                                                                           | wyjazd                                                                                               | Bytovia Bytów                                                                                        | 2-2                                                                                                  | Jakub Legierski 21, Mateusz Arian 51 (k)                                                             |
| 16                                                                                                   | 09-11-2013                                                                                           | dom                                                                                                  | Calisia Kalisz                                                                                       | 1-2                                                                                                  | Rafał Niziołek 5                                                                                     |
| 17                                                                                                   | 16-11-2013                                                                                           | wyjazd                                                                                               | Ruch Zdzieszowice                                                                                    | 2-2                                                                                                  | Paweł Gierak 71, 76                                                                                  |
| 18                                                                                                   | 23-11-2013                                                                                           | wyjazd                                                                                               | Rozwój Katowice                                                                                      | 2-2                                                                                                  | Krzysztof Wolkiewicz 35, Jakub Legierski 65                                                          |
| 19                                                                                                   | 08-03-2014                                                                                           | dom                                                                                                  | Chrobry Głogów                                                                                       | 0-0                                                                                                  | |
| 20                                                                                                   | | wyjazd                                                                                               | KS Polkowice                                                                                         | 3-0 (wo)                                                                                             | |
| 21                                                                                                   | 22-03-2014                                                                                           | dom                                                                                                  | Polonia Bytom                                                                                        | 3-1                                                                                                  | Łukasz Reinhard 22, Piotr Giel 23,                                                                   |
| 22                                                                                                   | 29-03-2014                                                                                           | wyjazd                                                                                               | Gryf Wejherowo                                                                                       | 2-0                                                                                                  | |
| 23                                                                                                   | 05-04-2014                                                                                           | wyjazd                                                                                               | UKP Zielona Góra                                                                                     | 1-0                                                                                                  | Michał Kojder 62                                                                                     |
| 24                                                                                                   | 12-04-2014                                                                                           | dom                                                                                                  | Raków Częstochowa                                                                                    | 1-1                                                                                                  | Paweł Gierak 52                                                                                      |
| 25                                                                                                   | 19-04-2014                                                                                           | wyjazd                                                                                               | Ostrovia 1909                                                                                        | 2-3                                                                                                  | Leszek Nowosielski 45, Piotr Giel 90                                                                 |
| 26                                                                                                   | 23-04-2014                                                                                           | dom                                                                                                  | Odra Opole                                                                                           | 1-0                                                                                                  | Adam Orłowicz 26                                                                                     |
| 27                                                                                                   | 26-04-2014                                                                                           | wyjazd                                                                                               | Warta Poznań                                                                                         | 1-0                                                                                                  | Piotr Giel 67                                                                                        |
| 28                                                                                                   | 03-05-2014                                                                                           | dom                                                                                                  | Błękitni Stargard                                                                                    | 1-2                                                                                                  | Piotr Giel 43                                                                                        |
| 29                                                                                                   | 10-05-2014                                                                                           | wyjazd                                                                                               | Górnik Wałbrzych                                                                                     | 5-2                                                                                                  | Piotr Giel 1, Adam Orłowicz 20, Krzysztof Wolkiewicz 38, 52, Rafał Niziołek 87                       |
| 30                                                                                                   | 17-05-2014                                                                                           | dom                                                                                                  | Zagłębie Sosnowiec                                                                                   | 1-2                                                                                                  | Piotr Giel 87                                                                                        |
| 31                                                                                                   | 21-05-2014                                                                                           | wyjazd                                                                                               | Jarota Jarocin                                                                                       | 2-0                                                                                                  | Piotr Giel 7, Piotr Burski 90                                                                        |
| 32                                                                                                   | 24-05-2014                                                                                           | dom                                                                                                  | Bytovia Bytów                                                                                        | 2-1                                                                                                  | Piotr Giel 3, Piotr Burski 80                                                                        |
| 33                                                                                                   | 01-06-2014                                                                                           | wyjazd                                                                                               | Calisia Kalisz                                                                                       | 4-0                                                                                                  | Piotr Giel 31, 47, 53, Krzysztof Wolkiewicz 71                                                       |
| 34                                                                                                   | 08-06-2014                                                                                           | dom                                                                                                  | Ruch Zdzieszowice                                                                                    | 4-2                                                                                                  | Piotr Giel 29, Mateusz Arian 47, Rafał Niziołek 80, Piotr Burski 90                                  |

### Sezon 2014/2015 – II liga (awans)
| Statystyka sezonu 2014/2015 (34 mecze, 59 punktów, bramki 44-30, 1 miejsce w II lidze, awans do I ligi) | Statystyka sezonu 2014/2015 (34 mecze, 59 punktów, bramki 44-30, 1 miejsce w II lidze, awans do I ligi) | Statystyka sezonu 2014/2015 (34 mecze, 59 punktów, bramki 44-30, 1 miejsce w II lidze, awans do I ligi) | Statystyka sezonu 2014/2015 (34 mecze, 59 punktów, bramki 44-30, 1 miejsce w II lidze, awans do I ligi) | Statystyka sezonu 2014/2015 (34 mecze, 59 punktów, bramki 44-30, 1 miejsce w II lidze, awans do I ligi) | Statystyka sezonu 2014/2015 (34 mecze, 59 punktów, bramki 44-30, 1 miejsce w II lidze, awans do I ligi) |
| Kolejka                                                                                                 | Data | Dom/Wyjazd                                                                                              | Rywal                                                                                                   | Wynik                                                                                                   | Strzelcy                                                                                                |
| --- | --- | --- | --- | --- | --- |
| 1 | 02-08-2014                                                                                              | dom | Legionovia Legionowo                                                                                    | 2-0 | Piotr Burski 25, 57                                                                                     |
| 2 | 09-08-2014                                                                                              | wyjazd                                                                                                  | Okocimski KS Brzesko                                                                                    | 2-0 | Wojciech Hober 18, Piotr Burski 69                                                                      |
| 3 | 16-08-2014                                                                                              | dom | Błękitni Stargard                                                                                       | 5-0 | Tomasz Swędrowski 1, Wojciech Hober 2, Piotr Burski 34, Mateusz Arian 73 (k), 84 (k)                    |
| 4 | 23-08-2014                                                                                              | wyjazd                                                                                                  | Limanovia Limanowa                                                                                      | 1-0 | Adam Orłowicz 8                                                                                         |
| 5 | 27-08-2014                                                                                              | dom | Raków Częstochowa                                                                                       | 1-0 | Marcin Nowacki 90                                                                                       |
| 6 | 31-08-2014                                                                                              | wyjazd                                                                                                  | Rozwój Katowice                                                                                         | 0-3 | |
| 7 | 06-09-2014                                                                                              | dom | Nadwiślan Góra                                                                                          | 3-2 | Paweł Gierak 16, Łukasz Ganowicz 21, Michał Kojder 62                                                   |
| 8 | 13-09-2014                                                                                              | wyjazd                                                                                                  | Siarka Tarnobrzeg                                                                                       | 1-1 | Marcin Nowacki 68                                                                                       |
| 9 | 20-09-2014                                                                                              | dom | ROW 1964 Rybnik                                                                                         | 0-1 | |
| 10 | 27-09-2014                                                                                              | wyjazd                                                                                                  | Stal Stalowa Wola                                                                                       | 0-1 | |
| 11 | 04-10-2014                                                                                              | dom | Górnik Wałbrzych                                                                                        | 2-0 | Łukasz Reinhard 51, Rafał Niziołek 74                                                                   |
| 12 | 11-10-2014                                                                                              | wyjazd                                                                                                  | Wisła Puławy                                                                                            | 3-0 | Łukasz Reinhard 7, Marcin Nowacki 54, Tomasz Swędrowski 86                                              |
| 13 | 18-10-2014                                                                                              | dom | Znicz Pruszków                                                                                          | 1-1 | Michał Kojder 4                                                                                         |
| 14 | 25-10-2014                                                                                              | dom | Zagłębie Sosnowiec                                                                                      | 0-0 | |
| 15 | 30-10-2014                                                                                              | wyjazd                                                                                                  | Kotwica Kołobrzeg                                                                                       | 0-0 | |
| 16 | 08-11-2014                                                                                              | dom | Puszcza Niepołomice                                                                                     | 0-0 | |
| 17 | 15-11-2014                                                                                              | wyjazd                                                                                                  | Stal Mielec                                                                                             | 0-0 | |
| 18 | 22-11-2014                                                                                              | wyjazd                                                                                                  | Legionovia Legionowo                                                                                    | 3-1 | Tomasz Swędrowski 6, Łukasz Reinhard 77, Łukasz Kominiak 90 (Legionovia – s)                            |
| 19 | 29-11-2014                                                                                              | dom | Okocimski KS Brzesko                                                                                    | 2-1 | Tomasz Swędrowski 21, Piotr Burski 70                                                                   |
| 20 | 08-03-2015                                                                                              | wyjazd                                                                                                  | Błękitni Stargard                                                                                       | 3-1 | Rafał Niziołek 16 (k), Marcin Nowacki 42, Tomasz Swędrowski 90                                          |
| 21 | 14-03-2015                                                                                              | dom | Limanovia Limanowa                                                                                      | 0-4 | |
| 22 | 21-03-2015                                                                                              | wyjazd                                                                                                  | Raków Częstochowa                                                                                       | 1-0 | Rafał Niziołek 90 (k)                                                                                   |
| 23 | 28-03-2015                                                                                              | dom | Rozwój Katowice                                                                                         | 0-2 | |
| 24 | 04-04-2015                                                                                              | wyjazd                                                                                                  | Nadwiślan Góra                                                                                          | 2-2 | Łukasz Reinhard 69, Piotr Giel 70                                                                       |
| 25 | 11-04-2015                                                                                              | dom | Siarka Tarnobrzeg                                                                                       | 1-1 | Piotr Giel 53                                                                                           |
| 26 | 18-04-2015                                                                                              | wyjazd                                                                                                  | ROW 1964 Rybnik                                                                                         | 0-2 | |
| 27 | 25-04-2015                                                                                              | dom | Stal Stalowa Wola                                                                                       | 2-1 | Piotr Giel 38, Michał Kojder 85                                                                         |
| 28 | 03-05-2015                                                                                              | wyjazd                                                                                                  | Górnik Wałbrzych                                                                                        | 1-2 | Krzysztof Wolkiewicz 4                                                                                  |
| 29 | 09-05-2015                                                                                              | dom | Wisła Puławy                                                                                            | 2-0 | Adam Orłowicz 20, Krzysztof Wolkiewicz 90                                                               |
| 30 | 15-05-2015                                                                                              | wyjazd                                                                                                  | Znicz Pruszków                                                                                          | 0-0 | |
| 31 | 20-05-2015                                                                                              | wyjazd                                                                                                  | Zagłębie Sosnowiec                                                                                      | 1-1 | Piotr Burski 73                                                                                         |
| 32 | 23-05-2015                                                                                              | dom | Kotwica Kołobrzeg                                                                                       | 1-1 | Piotr Giel 77                                                                                           |
| 33 | 13-05-2015                                                                                              | wyjazd                                                                                                  | Puszcza Niepołomice                                                                                     | 1-0 | Jakub Grzegorzewski 5                                                                                   |
| 34 | 07-06-2015                                                                                              | dom | Stal Mielec                                                                                             | 3-2 | Piotr Giel 53, 68, 86                                                                                   |

### Sezon 2015/2016 – I liga
| Statystyka sezonu 2015/2016 (34 mecze, 41 punktów, bramki 40-55, 15 miejsce w I lidze) | Statystyka sezonu 2015/2016 (34 mecze, 41 punktów, bramki 40-55, 15 miejsce w I lidze) | Statystyka sezonu 2015/2016 (34 mecze, 41 punktów, bramki 40-55, 15 miejsce w I lidze) | Statystyka sezonu 2015/2016 (34 mecze, 41 punktów, bramki 40-55, 15 miejsce w I lidze) | Statystyka sezonu 2015/2016 (34 mecze, 41 punktów, bramki 40-55, 15 miejsce w I lidze) | Statystyka sezonu 2015/2016 (34 mecze, 41 punktów, bramki 40-55, 15 miejsce w I lidze) |
| Kolejka                                                                                | Data                                                                                   | Dom/Wyjazd                                                                             | Rywal                                                                                  | Wynik                                                                                  | Strzelcy                                                                               |
| -------------------------------------------------------------------------------------- | -------------------------------------------------------------------------------------- | -------------------------------------------------------------------------------------- | -------------------------------------------------------------------------------------- | -------------------------------------------------------------------------------------- | -------------------------------------------------------------------------------------- |
| 1                                                                                      | 01-08-2015                                                                             | dom                                                                                    | Chrobry Głogów                                                                         | 0-2                                                                                    |                                                                                        |
| 2                                                                                      | 08-08-2015                                                                             | wyjazd                                                                                 | Zawisza Bydgoszcz                                                                      | 3-2                                                                                    | Piotr Kasperkiewicz 34, Sebastian Deja 36, Marcin Nowacki 69                           |
| 3                                                                                      | 15-08-2015                                                                             | dom                                                                                    | Wisła Płock                                                                            | 1-2                                                                                    | Michał Kojder 44                                                                       |
| 4                                                                                      | 22-08-2015                                                                             | wyjazd                                                                                 | GKS Katowice                                                                           | 1-5                                                                                    | Piotr Giel 78                                                                          |
| 5                                                                                      | 26-08-2015                                                                             | dom                                                                                    | Zagłębie Sosnowiec                                                                     | 1-1                                                                                    | Sebastian Deja 90                                                                      |
| 6                                                                                      | 29-08-2015                                                                             | wyjazd                                                                                 | Arka Gdynia                                                                            | 1-1                                                                                    | Michał Kojder 78                                                                       |
| 7                                                                                      | 05-09-2015                                                                             | dom                                                                                    | Wigry Suwałki                                                                          | 1-1                                                                                    | Maciej Kowalczyk 18                                                                    |
| 8                                                                                      | 12-09-2015                                                                             | dom                                                                                    | Pogoń Siedlce                                                                          | 3-2                                                                                    | Marcin Nowacki 10, Michał Kojder 14, Szymon Sobczak 72                                 |
| 9                                                                                      | 19-09-2015                                                                             | wyjazd                                                                                 | Miedź Legnica                                                                          | 1-4                                                                                    | Maciej Kowalczyk                                                                       |
| 10                                                                                     | 27-09-2015                                                                             | dom                                                                                    | GKS Bełchatów                                                                          | 0-0                                                                                    |                                                                                        |
| 11                                                                                     | 03-10-2015                                                                             | wyjazd                                                                                 | Sandecja Nowy Sącz                                                                     | 2-1                                                                                    | Michał Kojder 4, Maciej Kowalczyk 27                                                   |
| 12                                                                                     | 11-10-2015                                                                             | dom                                                                                    | Olimpia Grudziądz                                                                      | 1-0                                                                                    | Maciej Kowalczyk 56                                                                    |
| 13                                                                                     | 17-10-2015                                                                             | wyjazd                                                                                 | Rozwój Katowice                                                                        | 1-0                                                                                    | Rafał Niziołek 27 (k)                                                                  |
| 14                                                                                     | 24-10-2015                                                                             | dom                                                                                    | Bytovia Bytów                                                                          | 1-1                                                                                    | Sebastian Deja 74                                                                      |
| 15                                                                                     | 31-10-2015                                                                             | wyjazd                                                                                 | Stomil Olsztyn                                                                         | 0-1                                                                                    |                                                                                        |
| 16                                                                                     | 07-11-2015                                                                             | dom                                                                                    | Chojniczanka Chojnice                                                                  | 1-3                                                                                    | Kamil Nitkiewicz 88                                                                    |
| 17                                                                                     | 14-11-2015                                                                             | wyjazd                                                                                 | Dolcan Ząbki                                                                           | 1-1                                                                                    | Marcin Nowacki 49                                                                      |
| 18                                                                                     | 21-11-2015                                                                             | wyjazd                                                                                 | Chrobry Głogów                                                                         | 1-5                                                                                    | Karol Szymański 35 (s)                                                                 |
| 19                                                                                     | 28-11-2015                                                                             | dom                                                                                    | Zawisza Bydgoszcz                                                                      | 0-1                                                                                    |                                                                                        |
| 20                                                                                     | 05-03-2016                                                                             | wyjazd                                                                                 | Wisła Płock                                                                            | 0-3                                                                                    |                                                                                        |
| 21                                                                                     | 12-03-2016                                                                             | dom                                                                                    | GKS Katowice                                                                           | 1-2                                                                                    | Sebastian Deja 51                                                                      |
| 22                                                                                     | 20-03-2016                                                                             | wyjazd                                                                                 | Zagłębie Sosnowiec                                                                     | 2-0                                                                                    | Grzegorz Fonfara 34 (s), Maciej Kowalczyk 54                                           |
| 23                                                                                     | 26-03-2016                                                                             | dom                                                                                    | Arka Gdynia                                                                            | 0-2                                                                                    |                                                                                        |
| 24                                                                                     | 02-04-2016                                                                             | wyjazd                                                                                 | Wigry Suwałki                                                                          | 2-2                                                                                    | Michał Szewczyk 32, Bartosz Brodziński 83                                              |
| 25                                                                                     | 09-04-2016                                                                             | wyjazd                                                                                 | Pogoń Siedlce                                                                          | 0-3                                                                                    |                                                                                        |
| 26                                                                                     | 16-04-2016                                                                             | dom                                                                                    | Miedź Legnica                                                                          | 0-0                                                                                    |                                                                                        |
| 27                                                                                     | 23-04-2016                                                                             | wyjazd                                                                                 | GKS Bełchatów                                                                          | 2-0                                                                                    | Piotr Madejski 41, Michał Szewczyk 47                                                  |
| 28                                                                                     | 30-04-2016                                                                             | dom                                                                                    | Sandecja Nowy Sącz                                                                     | 2-4                                                                                    | Łukasz Ganowicz 8, Michał Kojder 90                                                    |
| 29                                                                                     | 07-05-2016                                                                             | wyjazd                                                                                 | Olimpia Grudziądz                                                                      | 2-1                                                                                    | Maciej Kowalczyk 34, 45                                                                |
| 30                                                                                     | 11-05-2016                                                                             | dom                                                                                    | Rozwój Katowice                                                                        | 1-0                                                                                    | Rafał Niziołek 90 (k)                                                                  |
| 31                                                                                     | 14-05-2016                                                                             | wyjazd                                                                                 | Bytovia Bytów                                                                          | 1-2                                                                                    | Tomasz Swędrowski 74                                                                   |
| 32                                                                                     | 21-05-2016                                                                             | dom                                                                                    | Stomil Olsztyn                                                                         | 3-0                                                                                    | Rafał Niziołek 20 (k), Kamil Nitkiewicz 43, Rafał Remisz 65 (s)                        |
| 33                                                                                     | 28-05-2016                                                                             | wyjazd                                                                                 | Chojniczanka Chojnice                                                                  | 1-3                                                                                    | Kamil Nitkiewicz 72                                                                    |
| 34                                                                                     | walkower                                                                               | dom                                                                                    | Dolcan Ząbki                                                                           | 3-0                                                                                    | (Dolcan Ząbki wycofał się z rozgrywek po rundzie jesiennej)                            |

15 czerwca 2016 roku z funkcji Prezesa Zarządu klubu zrezygnował Zdzisław Sarnicki. Decyzją Zarządu klubu pełniącym obowiązki Prezesa został Waldemar Sosin, dotychczasowy członek Zarządu.
22 czerwca 2016 roku odbyło się walne zebranie sprawozdawcze członków stowarzyszenia Miejskiego Klubu Sportowego w Kluczborku. Zgromadzenie przyjęło oficjalnie rezygnację z członkostwa w zarządzie oraz pełnienia funkcji prezesa zarządu od Zdzisława Sarnickiego. Wybrano również nowego Prezesa MKS-u Kluczbork, został nim Wojciech Smolnik, a wiceprezesem Jan Kowalik. Pozostali członkowie zarządu MKS-u to: Jan Lityński, Waldemar Sosin, Mieczysław Ścieranka i Wiesław Wątroba.

### Sezon 2016/2017 – I liga (spadek)
| Statystyka sezonu 2016/2017 (34 mecze, 25 punktów, bramki 35-66, 18 miejsce w I lidze, spadek do II ligi) | Statystyka sezonu 2016/2017 (34 mecze, 25 punktów, bramki 35-66, 18 miejsce w I lidze, spadek do II ligi) | Statystyka sezonu 2016/2017 (34 mecze, 25 punktów, bramki 35-66, 18 miejsce w I lidze, spadek do II ligi) | Statystyka sezonu 2016/2017 (34 mecze, 25 punktów, bramki 35-66, 18 miejsce w I lidze, spadek do II ligi) | Statystyka sezonu 2016/2017 (34 mecze, 25 punktów, bramki 35-66, 18 miejsce w I lidze, spadek do II ligi) | Statystyka sezonu 2016/2017 (34 mecze, 25 punktów, bramki 35-66, 18 miejsce w I lidze, spadek do II ligi) |
| Kolejka                                                                                                   | Data | Dom/Wyjazd                                                                                                | Rywal | Wynik | Strzelcy                                                                                                  |
| --- | --- | --- | --- | --- | --- |
| 1 | 30-07-2016                                                                                                | wyjazd | Wisła Puławy                                                                                              | 0-0 | |
| 2 | 06-08-2016                                                                                                | dom | Miedź Legnica                                                                                             | 2-2 | Patryk Gondek 36, Michał Kojder 56                                                                        |
| 3 | 14-08-2016                                                                                                | wyjazd | Stal Mielec                                                                                               | 1-1 | Paweł Kubiak 74                                                                                           |
| 4 | 20-08-2016                                                                                                | dom | GKS Tychy                                                                                                 | 1-1 | Rafał Niziołek 5 (k)                                                                                      |
| 5 | 24-08-2016                                                                                                | wyjazd | Pogoń Siedlce                                                                                             | 1-1 | Bartłomiej Olszewski 90                                                                                   |
| 6 | 27-08-2016                                                                                                | dom | Sandecja Nowy Sącz                                                                                        | 1-2 | Michał Szewczyk 52                                                                                        |
| 7 | 14-09-2016                                                                                                | wyjazd | Górnik Zabrze                                                                                             | 2-4 | Łukasz Ganowicz 48, Rafał Niziołek 50                                                                     |
| 8 | 10-09-2016                                                                                                | wyjazd | Zagłębie Sosnowiec                                                                                        | 0-4 | |
| 9 | 18-09-2016                                                                                                | dom | Olimpia Grudziądz                                                                                         | 3-2 | Rafał Niziołek 32 (k), Bartosz Brodziński 39, Michał Szewczyk 90                                          |
| 10 | 25-09-2016                                                                                                | wyjazd | Bytovia Bytów                                                                                             | 0-2 | |
| 11 | 01-10-2016                                                                                                | dom | Wigry Suwałki                                                                                             | 0-0 | |
| 12 | 08-10-2016                                                                                                | wyjazd | Chrobry Głogów                                                                                            | 0-3 | |
| 13 | 15-10-2016                                                                                                | dom | Chojniczanka Chojnice                                                                                     | 1-1 | Kamil Nitkiewicz 22                                                                                       |
| 14 | 09-11-2016                                                                                                | wyjazd | Stomil Olsztyn                                                                                            | 0-1 | |
| 15 | 29-10-2016                                                                                                | dom | GKS Katowice                                                                                              | 0-2 | |
| 16 | 04-11-2016                                                                                                | wyjazd | Znicz Pruszków                                                                                            | 0-1 | |
| 17 | 13-11-2016                                                                                                | dom | Podbeskidzie Bielsko-Biała                                                                                | 1-1 | Rafał Niziołek 72                                                                                         |
| 18 | 19-11-2016                                                                                                | dom | Wisła Puławy                                                                                              | 2-2 | Rafał Niziołek 41 (k), Tomasz Swędrowski 76                                                               |
| 19 | 25-02-2017                                                                                                | wyjazd | Miedź Legnica                                                                                             | 0-2 | |
| 20 | 04-03-2016                                                                                                | dom | Stal Mielec                                                                                               | 0-1 | |
| 21 | 11-03-2016                                                                                                | wyjazd | GKS Tychy                                                                                                 | 2-4 | Rafał Niziołek 26, Mohamed Essam 35                                                                       |
| 22 | 18-03-2016                                                                                                | dom | Pogoń Siedlce                                                                                             | 2-2 | Rafał Niziołek 56, Maciej Kowalczyk 88                                                                    |
| 23 | 25-03-2016                                                                                                | wyjazd | Sandecja Nowy Sącz                                                                                        | 1-4 | Paweł Kubiak 9                                                                                            |
| 24 | 01-04-2016                                                                                                | dom | Górnik Zabrze                                                                                             | 2-1 | Paweł Kubiak 20, Dani Suárez 65 (s)                                                                       |
| 25 | 08-04-2016                                                                                                | dom | Zagłębie Sosnowiec                                                                                        | 0-4 | |
| 26 | 15-04-2016                                                                                                | wyjazd | Olimpia Grudziądz                                                                                         | 0-2 | |
| 27 | 22-04-2016                                                                                                | dom | Bytovia Bytów                                                                                             | 2-2 | Piotr Kwaśniewski 32, Rafał Niziołek 90 (k)                                                               |
| 28 | 29-04-2016                                                                                                | wyjazd | Wigry Suwałki                                                                                             | 0-2 | |
| 29 | 06-05-2016                                                                                                | dom | Chrobry Głogów                                                                                            | 3-2 | Sebastian Deja 45, 89, Dominik Kościelniak 46                                                             |
| 30 | 13-05-2016                                                                                                | wyjazd | Chojniczanka Chojnice                                                                                     | 1-1 | Mohamed Essam 5                                                                                           |
| 31 | 17-05-2016                                                                                                | dom | Stomil Olsztyn                                                                                            | 1-2 | Rafał Niziołek 21 (k)                                                                                     |
| 32 | 20-05-2016                                                                                                | wyjazd | GKS Katowice                                                                                              | 3-2 | Paweł Kubiak 39, Adam Orłowicz 48, Tomasz Swędrowski 90                                                   |
| 33 | 28-05-2016                                                                                                | dom | Znicz Pruszków                                                                                            | 2-2 | Łukasz Ganowicz 30 (k), Tomasz Swędrowski 59                                                              |
| 34 | 04-06-2016                                                                                                | wyjazd | Podbeskidzie Bielsko-Biała                                                                                | 1-3 | Sebastian Deja 19 (k)                                                                                     |

8 czerwca 2017 roku odbyło się walne zebranie sprawozdawcze członków stowarzyszenia Miejskiego Klubu Sportowego w Kluczborku. Zgromadzenie przyjęło oficjalnie rezygnację z pełnienia funkcji prezesa zarządu od Wojciecha Smolnik. Wybrano przy tym nowego Prezesa Zarządu, został nim Waldemar Sosin, dotychczasowy wiceprezes, jego zastępcami wybrani zostali Wojciech Smolnik oraz Zdzisław Sarnicki. Pozostali członkowie zarządu MKS-u to: Wiesław Wątroba, Jan Kowalik, Marcin Mączka, Marcin Baj. Skarbnikiem został Ireneusz Lityński, sekretarzem Mieczysław Ścieranka a dyrektorem klubu Robert Płaczkowski.

### Sezon 2017/2018 – II liga (spadek)
Jeszcze przed rozpoczęciem sezonu ligowego, zespół rozegrał mecze w ramach Pucharu Polski. 15 lipca 2017 roku, w rundzie wstępnej MKS pokonał w Słupsku tamtejszy Gryf, w stosunku 4:2, natomiast 22 lipca 2017 roku przed własną publicznością uległ Chrobremu Głogów 0:3, tym samym żegnając się z edycja Pucharu Polski 2017/2018.
W sezonie 2017/2018, po spadku z I ligi i odejściu lub zakończeniu kariery przez kilku czołowych zawodników, zespół został odmłodzony, a w jego szeregi weszli młodzi zawodnicy, m.in. wychowankowie klubu. Skład drużyny w sezonie 2017/2018 przedstawiał się następująco:
- bramkarze: Grzegorz Kleeman, Kacper Majchrowski.
- obrońcy: Adam Orłowicz, Kamil Nitkiewicz, Wojciech Kochański, Paweł Gierak, Donatas Nakrošius (Litwa), Eryk Rakowski
- pomocnicy: Dmytro Fedota (Ukraina), Jakub Skoczylas, Michał Glanowski, Krzysztof Bodziony, Maciej Węglarz, Sebastian Deja, Kamil Nykiel, Paweł Kubiak, Marcin Niemczyk, Miłosz Michalewski, Paweł Baraniak, Lucjan Zieliński.
- napastnicy: Dawid Wolny, Miłosz Reisch, Michał Kojder[48].

W dniu 25 września 2017 roku Zarząd klubu, w związku z nieosiągnięciem odpowiedniego poziomu sportowego przez drużynę, rozwiązał za porozumieniem stron umowę z trenerem Andrzejem Konwińskim. Do czasu powołania nowego szkoleniowca zajęcia treningowe z zespołem prowadził drugi trener Łukasz Ganowicz.
17 października 2017 roku, Tomasz Kulawik został trenerem MKS-u Kluczbork. Umowę z nowym szkoleniowcem Zarząd klubu podpisał do końca czerwca 2018 roku.
Dwa miesiące trwała trenerska przygoda Tomasza Kulawika w MKS-ie Kluczbork, 6 grudnia 2017 roku Zarząd rozwiązał za porozumieniem stron współpracę z trenerem.
Trzy tygodnie trwały poszukiwania nowego selekcjonera MKS-u, dnia 29 grudnia 2017 roku został nim 61-letni Jan Furlepa, który w sezonie 2016/2017 był trenerem Odry Opole i z którym to drużyna z Opola uzyskała awans na zaplecze ekstraklasy. Kontrakt z nowym trenerem został podpisany do końca 2018 roku.
Runda jesienna sezonu była bardzo słaba w wykonaniu zespołu. Z 19 rozegranych meczów (2 mecze z rundy wiosennej, odbyły się awansem jeszcze jesienią 2017 roku) MKS wygrał tylko dwa zajmując 16 miejsce w tabeli. Runda wiosenna była już dużo lepsza, co jednak nie uchroniło drużyny przed spadkiem do III ligi.
| Statystyka sezonu 2017/2018 (34 mecze, 39 punktów, bramki 37-51, 15 miejsce w II lidze, spadek do III ligi) | Statystyka sezonu 2017/2018 (34 mecze, 39 punktów, bramki 37-51, 15 miejsce w II lidze, spadek do III ligi) | Statystyka sezonu 2017/2018 (34 mecze, 39 punktów, bramki 37-51, 15 miejsce w II lidze, spadek do III ligi) | Statystyka sezonu 2017/2018 (34 mecze, 39 punktów, bramki 37-51, 15 miejsce w II lidze, spadek do III ligi) | Statystyka sezonu 2017/2018 (34 mecze, 39 punktów, bramki 37-51, 15 miejsce w II lidze, spadek do III ligi) | Statystyka sezonu 2017/2018 (34 mecze, 39 punktów, bramki 37-51, 15 miejsce w II lidze, spadek do III ligi) |
| Kolejka | Data | Dom/Wyjazd                                                                                                  | Rywal | Wynik | Strzelcy |
| --- | --- | --- | --- | --- | --- |
| 1 | 29-07-2017                                                                                                  | wyjazd | GKS 1962 Jastrzębie                                                                                         | 1-5 | Paweł Baraniak 10                                                                                           |
| 2 | 05-08-2017                                                                                                  | dom | Znicz Pruszków                                                                                              | 1-0 | Marcin Niemczyk 9                                                                                           |
| 3 | 11-08-2017                                                                                                  | wyjazd | ŁKS Łódź | 0-1 | |
| 4 | 18-08-2017                                                                                                  | dom | Olimpia Elbląg                                                                                              | 1-1 | Paweł Baraniak 29                                                                                           |
| 5 | 23-08-2017                                                                                                  | wyjazd | Warta Poznań                                                                                                | 0-3 | |
| 6 | 26-08-2017                                                                                                  | dom | Wisła Puławy                                                                                                | 1-1 | Kamil Nitkiewicz 14                                                                                         |
| 7 | 01-09-2017                                                                                                  | wyjazd | Radomiak Radom                                                                                              | 1-1 | Dmytro Fedota 8                                                                                             |
| 8 | 09-09-2017                                                                                                  | dom | Garbarnia Kraków                                                                                            | 1-1 | Dmytro Fedota 26                                                                                            |
| 9 | 16-09-2017                                                                                                  | wyjazd | Siarka Tarnobrzeg                                                                                           | 0-4 | |
| 10 | 23-09-2017                                                                                                  | dom | Rozwój Katowice                                                                                             | 1-1 | Kamil Nitkiewicz 86 (karny)                                                                                 |
| 11 | 30-09-2017                                                                                                  | wyjazd | Legionovia Legionowo                                                                                        | 1-0 | Bartosz Brodziński 35                                                                                       |
| 12 | 07-10-2017                                                                                                  | dom | ROW 1964 Rybnik                                                                                             | 2-2 | Bartosz Brodziński 53, Damian Warchoł 79                                                                    |
| 13 | 15-10-2017                                                                                                  | dom | Gwardia Koszalin                                                                                            | 1-1 | Sebastian Deja 70 (k)                                                                                       |
| 14 | 22-10-2017                                                                                                  | wyjazd | GKS Bełchatów                                                                                               | 0-1 | |
| 15 | 28-10-2017                                                                                                  | dom | Gryf Wejherowo                                                                                              | 2-2 | Sebastian Deja 12 (karny), Kamil Nitkiewicz 51                                                              |
| 16 | 04-11-2017                                                                                                  | wyjazd | Błękitni Stargard                                                                                           | 0-1 | |
| 17 | 12-11-2017                                                                                                  | dom | Stal Stalowa Wola                                                                                           | 0-0 | |
| 18 | 18-11-2017                                                                                                  | dom | GKS 1962 Jastrzębie                                                                                         | 0-1 | |
| 19 | 26-11-2017                                                                                                  | wyjazd | Znicz Pruszków                                                                                              | 1-1 | Damian Warchoł 70                                                                                           |
| 20 | 04-04-2018                                                                                                  | dom | ŁKS Łódź | 0-2 | |
| 21 | 10-03-2018                                                                                                  | wyjazd | Olimpia Elbląg                                                                                              | 2-1 | Sebastian Deja 55 (karny), 84 (karny)                                                                       |
| 22 | 01-05-2018                                                                                                  | dom | Warta Poznań                                                                                                | 3-3 | Adam Orłowicz 32, Adrian Klepczyński 43, Konrad Zaradny 56                                                  |
| 23 | 24-03-2018                                                                                                  | wyjazd | Wisła Puławy                                                                                                | 2-1 | Paweł Baraniak 14, Konrad Zaradny 66                                                                        |
| 24 | 31-03-2018                                                                                                  | dom | Radomiak Radom                                                                                              | 3-1 | Hubert Antkowiak 12, Tomasz Górkiewicz 22, Krzysztof Bodziony 63                                            |
| 25 | 07-04-2018                                                                                                  | wyjazd | Garbarnia Kraków                                                                                            | 1-4 | Kamil Nitkiewicz 66 (karny)                                                                                 |
| 26 | 14-04-2018                                                                                                  | dom | Siarka Tarnobrzeg                                                                                           | 1-0 | Kamil Nitkiewicz 66 (karny)                                                                                 |
| 27 | 22-04-2018                                                                                                  | wyjazd | Rozwój Katowice                                                                                             | 1-2 | Kamil Nitkiewicz 35 (karny)                                                                                 |
| 28 | 28-04-2018                                                                                                  | dom | Legionovia Legionowo                                                                                        | 2-0 | Donatas Nakrošius 16, Sebastian Deja 89                                                                     |
| 29 | 05-05-2018                                                                                                  | wyjazd | ROW 1964 Rybnik                                                                                             | 1-1 | Donatas Nakrošius 11                                                                                        |
| 30 | 09-05-2018                                                                                                  | wyjazd | Gwardia Koszalin                                                                                            | 3-4 | Bartosz Brodziński 24, Sebastian Deja 66 (karny), Hubert Antkowiak 67                                       |
| 31 | 13-05-2018                                                                                                  | dom | GKS Bełchatów                                                                                               | 1-0 | Hubert Antkowiak 87                                                                                         |
| 32 | 20-05-2018                                                                                                  | wyjazd | Gryf Wejherowo                                                                                              | 1-3 | Sebastian Deja 80 (karny)                                                                                   |
| 33 | 26-05-2018                                                                                                  | dom | Błękitni Stargard                                                                                           | 2-0 | Tomasz Górkiewicz 26, Sebastian Deja 90                                                                     |
| 34 | 02-06-2018                                                                                                  | wyjazd | Stal Stalowa Wola                                                                                           | 0-2 | |

### Sezon 2018/2019 – III liga, grupa III
W trakcie letniej przerwy 2018 roku, została rozwiązana umowa z trenerem Janem Furlepą (na prośbę trenera), która obowiązywała do końca 2018 roku, natomiast od dnia 26 czerwca 2018 roku nowym trenerem został Andrzej Orzeszek, z którym podpisana została umowa do czerwca 2019 roku.
16 października 2018 roku, po 3 zwycięstwach, 3 remisach i 6 porażkach, Zarząd klubu rozwiązał umowę z dotychczasowym trenerem. Jednocześnie powołując na to stanowisko dotychczasowego trenera juniorów starszych MKS-u, Dariusza Surmińskiego.
Umowa z nowym trenerem została podpisana do 30 czerwca 2019 roku.
| Statystyka sezonu 2018/2019 (34 mecze, 42 punktów, bramki 33-41, 13 miejsce w III lidze grupa III) | Statystyka sezonu 2018/2019 (34 mecze, 42 punktów, bramki 33-41, 13 miejsce w III lidze grupa III) | Statystyka sezonu 2018/2019 (34 mecze, 42 punktów, bramki 33-41, 13 miejsce w III lidze grupa III) | Statystyka sezonu 2018/2019 (34 mecze, 42 punktów, bramki 33-41, 13 miejsce w III lidze grupa III) | Statystyka sezonu 2018/2019 (34 mecze, 42 punktów, bramki 33-41, 13 miejsce w III lidze grupa III) | Statystyka sezonu 2018/2019 (34 mecze, 42 punktów, bramki 33-41, 13 miejsce w III lidze grupa III) |
| Kolejka                                                                                            | Data                                                                                               | Dom/Wyjazd                                                                                         | Rywal                                                                                              | Wynik                                                                                              | Strzelcy                                                                                           |
| -------------------------------------------------------------------------------------------------- | -------------------------------------------------------------------------------------------------- | -------------------------------------------------------------------------------------------------- | -------------------------------------------------------------------------------------------------- | -------------------------------------------------------------------------------------------------- | -------------------------------------------------------------------------------------------------- |
| 1                                                                                                  | 04-08-2018, godz.17:00                                                                             | wyjazd                                                                                             | Piast Żmigród                                                                                      | 1-1                                                                                                | Paweł Gierak 33                                                                                    |
| 2                                                                                                  | 11-08-2018, godz.19:00                                                                             | dom                                                                                                | Agroplon Głuszyna                                                                                  | 1-1                                                                                                | Piotr Makowski 30                                                                                  |
| 3                                                                                                  | 18-08-2018, godz.17:00                                                                             | wyjazd                                                                                             | Ruch Radzionków                                                                                    | 1-2                                                                                                | Kamil Nitkiewicz 90                                                                                |
| 4                                                                                                  | 25-08-2018, godz.19:00                                                                             | dom                                                                                                | Górnik Polkowice                                                                                   | 0-1                                                                                                | |
| 5                                                                                                  | 29-08-2018, godz.17:00                                                                             | wyjazd                                                                                             | Lechia Dzierżoniów                                                                                 | 1-0                                                                                                | Tomasz Dyr 90                                                                                      |
| 6                                                                                                  | 01-09-2018, godz.17:00                                                                             | wyjazd                                                                                             | Ruch Zdzieszowice                                                                                  | 0-1                                                                                                | |
| 7                                                                                                  | 09-09-2018, godz.17:00                                                                             | wyjazd                                                                                             | Ślęza Wrocław                                                                                      | 1-1                                                                                                | Adam Orłowicz 66                                                                                   |
| 8                                                                                                  | 14-09-2018, godz.18:00                                                                             | dom                                                                                                | Stal Brzeg                                                                                         | 1-0                                                                                                | Kamil Nitkiewicz 61 (karny)                                                                        |
| 9                                                                                                  | 22-09-2018, godz.14:00                                                                             | wyjazd                                                                                             | Zagłębie II Lubin                                                                                  | 0-6                                                                                                | |
| 10                                                                                                 | 30-09-2018, godz.16:00                                                                             | dom                                                                                                | Miedź II Legnica                                                                                   | 1-2                                                                                                | Kamil Nitkiewicz 88 (karny)                                                                        |
| 11                                                                                                 | 06-10-2018, godz.16:00                                                                             | wyjazd                                                                                             | Gwarek Tarnowskie Góry                                                                             | 2-1                                                                                                | Tomasz Dyr 30, Piotr Makowski 45                                                                   |
| 12                                                                                                 | 20-10-2018, godz.14:00                                                                             | wyjazd                                                                                             | Górnik II Zabrze                                                                                   | 1-1                                                                                                | Kamil Nitkiewicz 90 (karny)                                                                        |
| 13                                                                                                 | 27-10-2018, godz.16:00                                                                             | dom                                                                                                | KS Stilon Gorzów Wielkopolski                                                                      | 3-0                                                                                                | Dominik Lewandowski 2, 5, Dastin Knopik 88                                                         |
| 14                                                                                                 | 03-11-2018, godz.13:00                                                                             | wyjazd                                                                                             | Pniówek Pawłowice Śląskie                                                                          | 0-2                                                                                                | |
| 15                                                                                                 | 10-11-2018, godz.13:00                                                                             | wyjazd                                                                                             | Rekord Bielsko-Biała                                                                               | 1-1                                                                                                | Aleksander Jelonek 45                                                                              |
| 16                                                                                                 | 17-11-2018, godz.13:00                                                                             | wyjazd                                                                                             | Foto-Higiena Gać                                                                                   | 0-3                                                                                                | |
| 17                                                                                                 | 13-10-2018, godz.18:00                                                                             | dom                                                                                                | Warta Gorzów Wielkopolski                                                                          | 0-1                                                                                                | |
| 18                                                                                                 | 09-03-2019, godz.17:00                                                                             | dom                                                                                                | Piast Żmigród                                                                                      | 1-1                                                                                                | Maciej Węglarz 28                                                                                  |
| 19                                                                                                 | 16-03-2019, godz.15:00                                                                             | wyjazd                                                                                             | Agroplon Głuszyna                                                                                  | 0-0                                                                                                | |
| 20                                                                                                 | 23-03-2019, godz.17:00                                                                             | dom                                                                                                | Ruch Radzionków                                                                                    | 2-0                                                                                                | Marcin Jantos 78, Bartosz Szepeta 83 (k)                                                           |
| 21                                                                                                 | 30-03-2019, godz.16:00                                                                             | wyjazd                                                                                             | Górnik Polkowice                                                                                   | 1-0                                                                                                | Dominik Lewandowski 27                                                                             |
| 22                                                                                                 | 06-04-2019, godz.17:00                                                                             | dom                                                                                                | Lechia Dzierżoniów                                                                                 | 1-0                                                                                                | Norbert Jaszczak 88                                                                                |
| 23                                                                                                 | 13-04-2019, godz.17:00                                                                             | dom                                                                                                | Ruch Zdzieszowice                                                                                  | 0-2                                                                                                | |
| 24                                                                                                 | 20-04-2019, godz.17:00                                                                             | dom                                                                                                | Ślęza Wrocław                                                                                      | 2-4                                                                                                | Dominik Lewandowski 36, Kamil Nykiel 71                                                            |
| 25                                                                                                 | 27-04-2019, godz.17:00                                                                             | wyjazd                                                                                             | Stal Brzeg                                                                                         | 0-1                                                                                                | |
| 26                                                                                                 | 01-05-2019, godz.17:00                                                                             | dom                                                                                                | Zagłębie II Lubin                                                                                  | 1-2                                                                                                | Michał Szewczyk 71                                                                                 |
| 27                                                                                                 | 04-05-2019, godz.15:00                                                                             | wyjazd                                                                                             | Miedź II Legnica                                                                                   | 1-0                                                                                                | Dominik Lewandowski 59                                                                             |
| 28                                                                                                 | 11-05-2019, godz.17:00                                                                             | dom                                                                                                | Gwarek Tarnowskie Góry                                                                             | 1-1                                                                                                | Dominik Lewandowski 9                                                                              |
| 29                                                                                                 | 15-05-2019, godz.17:00                                                                             | dom                                                                                                | Górnik II Zabrze                                                                                   | 1-0                                                                                                | Michał Szewczyk 29                                                                                 |
| 30                                                                                                 | 18-05-2019, godz.18:00                                                                             | wyjazd                                                                                             | KS Stilon Gorzów Wielkopolski                                                                      | 0-0                                                                                                | |
| 31                                                                                                 | 25-05-2019, godz.17:00                                                                             | dom                                                                                                | Pniówek Pawłowice Śląskie                                                                          | 2-3                                                                                                | Michał Szewczyk 31, Dominik Lewandowski 61                                                         |
| 32                                                                                                 | 29-05-2019, godz.17:00                                                                             | dom                                                                                                | Rekord Bielsko-Biała                                                                               | 1-0                                                                                                | Dominik Lewandowski 41                                                                             |
| 33                                                                                                 | 01-06-2019, godz.17:00                                                                             | dom                                                                                                | Foto-Higiena Gać                                                                                   | 2-3                                                                                                | Bartosz Szepeta 12, Aleksander Jelonek 17                                                          |
| 34                                                                                                 | 08-06-2019, godz.17:00                                                                             | wyjazd                                                                                             | Warta Gorzów Wielkopolski                                                                          | 1-0                                                                                                | Miłosz Reisch 89                                                                                   |

### Sezon 2019/2020 – III liga, grupa III
Od dnia 23 września 2019 roku rozwiązana została umowa z dotychczasowym trenerem, Dariuszem Surmińskim a podpisany został roczny kontrakt z nowym trenerem Janem Furlepą.
W sezonie 2019/2020 nastąpiła przerwa w rozgrywkach wszystkich seniorskich klas rozgrywkowych, młodzieżowych i kobiecych w tym również rozgrywkach 3 ligi, w których drużyna brała udział. Spowodowane to zostało wprowadzeniem przez Ministerstwo Zdrowia Rzeczypospolitej Polskiej od 12 marca 2020 roku, stanu zagrożenia epidemicznego w związku z epidemią COVID-19. Po dwóch miesiącach Śląski Związek Piłki Nożnej, który w sezonie 2019/2020 był organizacyjnym patronem rozgrywek 3 ligi grupy III, na posiedzeniu Zarządu Związku podjął w porozumieniu i po konsultacjach z klubami m.in. 3 ligi, decyzje o zakończeniu rozgrywek ligowych w 3 lidze w sezonie 2019/2020.
| Statystyka sezonu 2019/2020 (18 meczów, 30 punktów, bramki 30:24, 4 miejsce w III lidze grupa III) | Statystyka sezonu 2019/2020 (18 meczów, 30 punktów, bramki 30:24, 4 miejsce w III lidze grupa III) | Statystyka sezonu 2019/2020 (18 meczów, 30 punktów, bramki 30:24, 4 miejsce w III lidze grupa III) | Statystyka sezonu 2019/2020 (18 meczów, 30 punktów, bramki 30:24, 4 miejsce w III lidze grupa III) | Statystyka sezonu 2019/2020 (18 meczów, 30 punktów, bramki 30:24, 4 miejsce w III lidze grupa III) | Statystyka sezonu 2019/2020 (18 meczów, 30 punktów, bramki 30:24, 4 miejsce w III lidze grupa III) |
| Kolejka                                                                                            | Data                                                                                               | Dom/Wyjazd                                                                                         | Rywal                                                                                              | Wynik                                                                                              | Strzelcy                                                                                           |
| -------------------------------------------------------------------------------------------------- | -------------------------------------------------------------------------------------------------- | -------------------------------------------------------------------------------------------------- | -------------------------------------------------------------------------------------------------- | -------------------------------------------------------------------------------------------------- | -------------------------------------------------------------------------------------------------- |
| 1                                                                                                  | 18-09-2019, godz.16:00                                                                             | wyjazd                                                                                             | Ruch Zdzieszowice                                                                                  | 2-3                                                                                                | Norbert Jaszczak 33, Jakub Ryś 90                                                                  |
| 2                                                                                                  | 10-08-2019, godz.17:30                                                                             | dom                                                                                                | ROW 1964 Rybnik                                                                                    | 3-3                                                                                                | Adrian Kowalski 42, Bartosz Włodarczyk 47, Kamil Nitkiewicz 90                                     |
| 3                                                                                                  | 17-08-2019, godz.17:00                                                                             | wyjazd                                                                                             | Polonia Bytom                                                                                      | 2-3                                                                                                | Adrian Kowalski 37, Paweł Gierak 68                                                                |
| 4                                                                                                  | 24-08-2019, godz.17:30                                                                             | dom                                                                                                | Falubaz Zielona Góra                                                                               | 1-2                                                                                                | Jakub Ryś 27                                                                                       |
| 5                                                                                                  | 31-08-2019, godz.17:00                                                                             | wyjazd                                                                                             | Ruch Chorzów                                                                                       | 0-0                                                                                                | |
| 6                                                                                                  | 07-09-2019, godz.19:00                                                                             | dom                                                                                                | LZS Starowice Dolne                                                                                | 1-0                                                                                                | Adrian Kowalski 88                                                                                 |
| 7                                                                                                  | 14-09-2019, godz.16:00                                                                             | wyjazd                                                                                             | Pniówek Pawłowice Śląskie                                                                          | 0-1                                                                                                | |
| 8                                                                                                  | 21-09-2019, godz.17:30                                                                             | dom                                                                                                | Zagłębie II Lubin                                                                                  | 1-1                                                                                                | Norbert Jaszczak 40                                                                                |
| 9                                                                                                  | 28-09-2019, godz.16:00                                                                             | wyjazd                                                                                             | Rekord Bielsko-Biała                                                                               | 3-1                                                                                                | Bartosz Włodarczyk 53, Jakub Ryś 63 (k), Bartosz Szepeta 90                                        |
| 10                                                                                                 | 05-10-2019, godz.17:30                                                                             | dom                                                                                                | Forto-Higiena Gać                                                                                  | 3-1                                                                                                | Marcin Jantos 32, Bartosz Włodarczyk 46, Paweł Gierak 50                                           |
| 11                                                                                                 | 12-10-2019, godz.15:00                                                                             | wyjazd                                                                                             | Ślęza Wrocław                                                                                      | 3-2                                                                                                | Jakub Ryś 48, Patryk Palat 51, Kamil Jurasik 88                                                    |
| 12                                                                                                 | 20-10-2019, godz.13:00                                                                             | wyjazd                                                                                             | Śląsk II Wrocław                                                                                   | 0-1                                                                                                | |
| 13                                                                                                 | 26-10-2019, godz.16:00                                                                             | dom                                                                                                | Górnik II Zabrze                                                                                   | 4-1                                                                                                | Patryk Palat 30, Bartosz Włodarczyk 36, 57, Marko Zawada 49 (Górnik II Zabrze – samobójcza)        |
| 14                                                                                                 | 02-11-2019, godz.14:00                                                                             | wyjazd                                                                                             | Piast Żmigród                                                                                      | 0-1                                                                                                | |
| 15                                                                                                 | 09-11-2019, godz.16:00                                                                             | dom                                                                                                | Gwarek Tarnowskie Góry                                                                             | 3-2                                                                                                | Norbert Jaszczak 2, Kamil Nitkiewicz 25, Kamil Jurasik 90                                          |
| 16                                                                                                 | 16-11-2019, godz.13:30                                                                             | wyjazd                                                                                             | Miedź II Legnica                                                                                   | 2-1                                                                                                | Kamil Jurasik 61, 68                                                                               |
| 17                                                                                                 | 23-11-2019, godz.16:00                                                                             | dom                                                                                                | Stal Brzeg                                                                                         | 1-0                                                                                                | Łukasz Szukiełowicz 20                                                                             |
| 18                                                                                                 | 07-03-2020, godz.17:00                                                                             | dom                                                                                                | Ruch Zdzieszowice                                                                                  | 1-0                                                                                                | Jakub Ryś 1                                                                                        |
| 19                                                                                                 | | wyjazd                                                                                             | ROW 1964 Rybnik                                                                                    | odwołany                                                                                           | |
| 20                                                                                                 | | dom                                                                                                | Polonia Bytom                                                                                      | odwołany                                                                                           | |
| 21                                                                                                 | | wyjazd                                                                                             | Falubaz Zielona Góra                                                                               | odwołany                                                                                           | |
| 22                                                                                                 | | dom                                                                                                | Ruch Chorzów                                                                                       | odwołany                                                                                           | |
| 23                                                                                                 | | wyjazd                                                                                             | LZS Starowice Dolne                                                                                | odwołany                                                                                           | |
| 24                                                                                                 | | dom                                                                                                | Pniówek Pawłowice Śląskie                                                                          | odwołany                                                                                           | |
| 25                                                                                                 | | wyjazd                                                                                             | Zagłębie II Lubin                                                                                  | odwołany                                                                                           | |
| 26                                                                                                 | | dom                                                                                                | Rekord Bielsko-Biała                                                                               | odwołany                                                                                           | |
| 27                                                                                                 | | wyjazd                                                                                             | Foto-Higiena Gać                                                                                   | odwołany                                                                                           | |
| 28                                                                                                 | | dom                                                                                                | Ślęza Wrocław                                                                                      | odwołany                                                                                           | |
| 29                                                                                                 | | dom                                                                                                | Śląsk II Wrocław                                                                                   | odwołany                                                                                           | |
| 30                                                                                                 | | wyjazd                                                                                             | Górnik II Zabrze                                                                                   | odwołany                                                                                           | |
| 31                                                                                                 | | dom                                                                                                | Piast Żmigród                                                                                      | odwołany                                                                                           | |
| 32                                                                                                 | | wyjazd                                                                                             | Gwarek Tarnowskie Góry                                                                             | odwołany                                                                                           | |
| 33                                                                                                 | | dom                                                                                                | Miedź II Legnica                                                                                   | odwołany                                                                                           | |
| 34                                                                                                 | | wyjazd                                                                                             | Stal Brzeg                                                                                         | odwołany                                                                                           | |

### Sezon 2020/2021 – III liga, grupa III
Dnia 30 kwietnia 2021 roku została rozwiązana za porozumieniem stron, umowa z dotychczasowym trenerem Janem Furlepą. Tymczasowo funkcję trenera pierwszej drużyny pełnił Krzysztof Stodoła, dotychczasowy trener bramkarzy. Pomagali mu grający trenerzy – Szymon Przystalski i Paweł Gierak. Od dnia 7 maja 2021 klub podpisał umowę z nowym trenerem, którym został Tomasz Kazimierowicz. Był on w latach 2007–2011 zawodnikiem MKS-u, grając na pozycji pomocnika.
| Statystyka sezonu 2020/2021 (36 meczów, 41 punktów, bramki 57:77, 13 miejsce w III lidze grupa III) | Statystyka sezonu 2020/2021 (36 meczów, 41 punktów, bramki 57:77, 13 miejsce w III lidze grupa III) | Statystyka sezonu 2020/2021 (36 meczów, 41 punktów, bramki 57:77, 13 miejsce w III lidze grupa III) | Statystyka sezonu 2020/2021 (36 meczów, 41 punktów, bramki 57:77, 13 miejsce w III lidze grupa III) | Statystyka sezonu 2020/2021 (36 meczów, 41 punktów, bramki 57:77, 13 miejsce w III lidze grupa III) | Statystyka sezonu 2020/2021 (36 meczów, 41 punktów, bramki 57:77, 13 miejsce w III lidze grupa III)                      |
| Kolejka                                                                                             | Data                                                                                                | Dom/Wyjazd                                                                                          | Rywal                                                                                               | Wynik                                                                                               | Strzelcy |
| --------------------------------------------------------------------------------------------------- | --------------------------------------------------------------------------------------------------- | --------------------------------------------------------------------------------------------------- | --------------------------------------------------------------------------------------------------- | --------------------------------------------------------------------------------------------------- | --- |
| 1                                                                                                   | 1 sierpnia, godz.17:00                                                                              | wyjazd                                                                                              | LKS Goczałkowice Zdrój                                                                              | 3-2                                                                                                 | Kamil Witkowski 8, Bartosz Włodarczyk 41, 42                                                                             |
| 2                                                                                                   | 8 sierpnia, godz.18:00                                                                              | dom                                                                                                 | Górnik II Zabrze                                                                                    | 2-0                                                                                                 | Bartosz Włodarczyk 19, 65                                                                                                |
| 3                                                                                                   | 12 sierpnia, godz.18:00                                                                             | wyjazd                                                                                              | Polonia-Stal Świdnica                                                                               | 2-1                                                                                                 | Bartosz Włodarczyk 24, Norbert Jaszczak 43                                                                               |
| 4                                                                                                   | 15 sierpnia, godz.18:00                                                                             | dom                                                                                                 | Ruch Chorzów                                                                                        | 1-3                                                                                                 | Bartosz Włodarczyk 57 |
| 5                                                                                                   | 22 sierpnia, godz.17:00                                                                             | wyjazd                                                                                              | Warta Gorzów Wielkopolski                                                                           | 2-1                                                                                                 | Filip Latusek 38, Bartosz Włodarczyk 48                                                                                  |
| 6                                                                                                   | 29 sierpnia, godz.17:00                                                                             | wyjazd                                                                                              | Foto-Higiena Gać                                                                                    | 0-0                                                                                                 | |
| 7                                                                                                   | 5 września, godz.17:00                                                                              | dom                                                                                                 | Piast Żmigród                                                                                       | 7-2                                                                                                 | Kamil Nykiel 11, Kamil Nitkiewicz 32 (k), Norbert Jaszczak 37, Denis Smolarek 57, Kamil Jurasik 87, Filip Latusek 89, 90 |
| 8                                                                                                   | 13 września, godz.14:00                                                                             | wyjazd                                                                                              | Ślęza Wrocław                                                                                       | 2-4                                                                                                 | Bartosz Włodarczyk 23, Kamil Nitkiewicz 65                                                                               |
| 9                                                                                                   | 19 września, godz.16:30                                                                             | dom                                                                                                 | Zagłębie II Lubin                                                                                   | 0-2                                                                                                 | Adam Orłowicz 65 (samobójcza)                                                                                            |
| 10                                                                                                  | 26 września, godz.15:00                                                                             | wyjazd                                                                                              | Polonia Bytom                                                                                       | 1-1                                                                                                 | Bartosz Włodarczyk 45 |
| 11                                                                                                  | 03 października, godz.18:00                                                                         | dom                                                                                                 | Lechia Zielona Góra                                                                                 | 1-2                                                                                                 | Filip Latusek 45 |
| 12                                                                                                  | 10 października, godz.15:00                                                                         | wyjazd                                                                                              | Rekord Bielsko-Biała                                                                                | 0-4                                                                                                 | |
| 13                                                                                                  | 17 października, godz.18:00                                                                         | dom                                                                                                 | Polonia Nysa                                                                                        | 2-0                                                                                                 | Michał Mazur 5, Filip Latusek 69                                                                                         |
| 14                                                                                                  | 24 października, godz.14:30                                                                         | wyjazd                                                                                              | ROW 1964 Rybnik                                                                                     | 2-3                                                                                                 | Filip Latusek 17, Kamil Nykiel 29                                                                                        |
| 15                                                                                                  | 25 listopada, godz.17:00                                                                            | dom                                                                                                 | Stal Brzeg                                                                                          | 3-3                                                                                                 | Norbert Jaszczak 9, Dominik Lewandowski 34, Bartosz Włodarczyk 63                                                        |
| 16                                                                                                  | 7 listopada 2020                                                                                    | | Pauza                                                                                               | | |
| 17                                                                                                  | 14 listopada, godz.13:00                                                                            | dom                                                                                                 | Gwarek Tarnowskie Góry                                                                              | 4-1                                                                                                 | Filip Latusek 21 (k), 45, 56, Kamil Jurasik 71                                                                           |
| 18                                                                                                  | 21 listopada, godz.13:00                                                                            | wyjazd                                                                                              | Miedź II Legnica                                                                                    | 2-2                                                                                                 | Dominik Lewandowski 26, Norbert Jaszczak 85                                                                              |
| 19                                                                                                  | 29 listopada, godz.13:00                                                                            | dom                                                                                                 | Pniówek Pawłowice Śląskie                                                                           | 0-3                                                                                                 | |
| 20                                                                                                  | 06 marca, godz.16:30                                                                                | dom                                                                                                 | LZS Goczałkowice Zdrój                                                                              | 0-0                                                                                                 | |
| 21                                                                                                  | 13 marca, godz.15:00                                                                                | wyjazd                                                                                              | Górnik II Zabrze                                                                                    | 0-3                                                                                                 | |
| 22                                                                                                  | 20 marca, godz.14:30                                                                                | dom                                                                                                 | Polonia-Stal Świdnica                                                                               | 2-1                                                                                                 | Norbert Jaszczak 13, Kamil Nykiel 36                                                                                     |
| 23                                                                                                  | 27 marca, godz.17:00                                                                                | wyjazd                                                                                              | Ruch Chorzów                                                                                        | 1-4                                                                                                 | Bartosz Włodarczyk 19 |
| 24                                                                                                  | 03 kwietnia, godz.16:00                                                                             | dom                                                                                                 | Warta Gorzów Wielkopolski                                                                           | 1-0                                                                                                 | Filip Latusek 1 |
| 25                                                                                                  | 10 kwietnia, godz.17:00                                                                             | dom                                                                                                 | Foto-Higiena Gać                                                                                    | 0-1                                                                                                 | |
| 26                                                                                                  | 17 kwietnia, godz.16:30                                                                             | wyjazd                                                                                              | Piast Żmigród                                                                                       | 2-2                                                                                                 | Lucjan Zieliński 49, Norbert Jaszczak 66                                                                                 |
| 27                                                                                                  | 24 kwietnia, godz.17:00                                                                             | dom                                                                                                 | Ślęza Wrocław                                                                                       | 0-5                                                                                                 | |
| 28                                                                                                  | 01 maja, godz.13:00                                                                                 | wyjazd                                                                                              | Zagłębie II Lubin                                                                                   | 0-4                                                                                                 | |
| 29                                                                                                  | 05 maja, godz.17:00                                                                                 | dom                                                                                                 | Polonia Bytom                                                                                       | 2-4                                                                                                 | Norbert Jaszczak 42, Bartosz Włodarczyk 44                                                                               |
| 30                                                                                                  | 08 maja, godz.17:00                                                                                 | wyjazd                                                                                              | Lechia Zielona Góra                                                                                 | 2-2                                                                                                 | Norbert Jaszczak 26, Szymon Przystalski 54 (k)                                                                           |
| 31                                                                                                  | 15 maja, godz.17:00                                                                                 | dom                                                                                                 | Rekord Bielsko-Biała                                                                                | 1-3                                                                                                 | Norbert Jaszczak 90 |
| 32                                                                                                  | 22 maja, godz.17:00                                                                                 | wyjazd                                                                                              | Polonia Nysa                                                                                        | 3-1                                                                                                 | Norbert Jaszczak 15, Kamil Nykiel 22, Lucjan Zieliński 42                                                                |
| 33                                                                                                  | 26 maja, godz.17:00                                                                                 | dom                                                                                                 | ROW 1964 Rybnik                                                                                     | 3-3                                                                                                 | Wojciech Wenglorz 21, Lucjan Zieliński 55, Dominik Lewandowski 65                                                        |
| 34                                                                                                  | 29 maja, godz.17:00                                                                                 | wyjazd                                                                                              | Stal Brzeg                                                                                          | 2-1                                                                                                 | Nataniel Szota 24, Bartosz Włodarczyk 31                                                                                 |
| 35                                                                                                  | 2 czerwca 2021                                                                                      | | Pauza                                                                                               | | |
| 36                                                                                                  | 6 czerwca, godz.15:00                                                                               | wyjazd                                                                                              | Gwarek Tarnowskie Góry                                                                              | 1-2                                                                                                 | Marcel Jaszczyk 64 |
| 37                                                                                                  | 12 czerwca, godz.17:00                                                                              | dom                                                                                                 | Miedź II Legnica                                                                                    | 1-2                                                                                                 | Werick Caetano 87 (samobójcza)                                                                                           |
| 38                                                                                                  | 19 czerwca, godz.15:00                                                                              | wyjazd                                                                                              | Pniówek Pawłowice Śląskie                                                                           | 2-5                                                                                                 | Lucjan Zieliński 24, Miłosz Paradowski 72                                                                                |

### Sezon 2021/2022 – III liga, grupa III
Sezon 2021/2022 obfitował w sporą rotację wśród trenerów MKS-u Kluczbork. 11 października 2021 roku z klubu odszedł dotychczasowy trener Tomasz Kazimierowicz. Zastąpił go na ławce trenerskiej Piotr Jacek, który 27 marca 2022 za porozumieniem stron odszedł do I-ligowego Stomilu Olsztyn. Już następnego dnia, 28 marca 2022 kolejnym trenerem w sezonie został Kamil Socha dotychczasowy trener GKS-u Bełchatów.
Po niespełna 25 dniach pracy Kamila Sochy, jako pierwszego trenera drużyny seniorskiej, zrezygnował on z tej funkcji z przyczyn zdrowotnych. Jeszcze tego samego dnia, czyli 22 kwietnia 2022 roku, zapada decyzja że trenerem drużyny zostanie Tomasz Chatkiewicz, dotychczasowy II trener oraz były zawodnik MKS-u.
| Statystyka sezonu 2021/2022 (34 mecze,43 punktów, bramki 55:57, 12 miejsce w III lidze grupa III) | Statystyka sezonu 2021/2022 (34 mecze,43 punktów, bramki 55:57, 12 miejsce w III lidze grupa III) | Statystyka sezonu 2021/2022 (34 mecze,43 punktów, bramki 55:57, 12 miejsce w III lidze grupa III) | Statystyka sezonu 2021/2022 (34 mecze,43 punktów, bramki 55:57, 12 miejsce w III lidze grupa III) | Statystyka sezonu 2021/2022 (34 mecze,43 punktów, bramki 55:57, 12 miejsce w III lidze grupa III) | Statystyka sezonu 2021/2022 (34 mecze,43 punktów, bramki 55:57, 12 miejsce w III lidze grupa III)             |
| Kolejka                                                                                           | Data                                                                                              | Dom/Wyjazd                                                                                        | Rywal                                                                                             | Wynik                                                                                             | Strzelcy |
| ------------------------------------------------------------------------------------------------- | ------------------------------------------------------------------------------------------------- | ------------------------------------------------------------------------------------------------- | ------------------------------------------------------------------------------------------------- | ------------------------------------------------------------------------------------------------- | --- |
|                                                                                                   |                                                                                                   | Runda jesienna                                                                                    |                                                                                                   |                                                                                                   | |
| 1                                                                                                 | 7 sierpnia 2021, godz. 17:00                                                                      | wyjazd                                                                                            | Carina Gubin                                                                                      | 1-1                                                                                               | Lucjan Zieliński 39                                                                                           |
| 2                                                                                                 | 14 sierpnia 2021, godz. 17:00                                                                     | dom                                                                                               | Górnik II Zabrze                                                                                  | 2-1                                                                                               | Adrian Błaszkiewicz 28, Marcin Przybylski 87                                                                  |
| 3                                                                                                 | 18 sierpnia 2021, godz. 19:00                                                                     | wyjazd                                                                                            | Karkonosze Jelenia Góra                                                                           | 2-1                                                                                               | Dominik Lewandowski 5, Marcin Przybylski 70                                                                   |
| 4                                                                                                 | 22 sierpnia 2021, godz. 17:00                                                                     | dom                                                                                               | Stal Brzeg                                                                                        | 0-3                                                                                               | |
| 5                                                                                                 | 28 sierpnia 2021, godz. 13:00                                                                     | wyjazd                                                                                            | Zagłębie II Lubin                                                                                 | 1-4                                                                                               | Marcin Przybylski 23                                                                                          |
| 6                                                                                                 | 4 września 2021, godz. 17:00                                                                      | dom                                                                                               | Rekord Bielsko-Biała                                                                              | 1-3                                                                                               | Lucjan Zieliński 57                                                                                           |
| 7                                                                                                 | 8 września 2021, godz. 17:00                                                                      | wyjazd                                                                                            | Lechia Zielona Góra                                                                               | 0-2                                                                                               | |
| 8                                                                                                 | 11 września 2021, godz. 16:00                                                                     | dom                                                                                               | Gwarek Tarnowskie Góry                                                                            | 1-1                                                                                               | Dominik Lewandowski 20                                                                                        |
| 9                                                                                                 | 18 września 2021, godz. 16:30                                                                     | wyjazd                                                                                            | Pniówek Pawłowice Śląskie                                                                         | 1-1                                                                                               | Beniamin Glinka 33                                                                                            |
| 10                                                                                                | 25 września 2021, godz. 16:00                                                                     | wyjazd                                                                                            | Piast Żmigród                                                                                     | 2-4                                                                                               | Marcel Jaszczyk 88, Patryk Moś 90                                                                             |
| 11                                                                                                | 2 października 2021, godz. 16:00                                                                  | dom                                                                                               | Ślęza Wrocław                                                                                     | 2-4                                                                                               | Beniamin Glinka 53, Lucjan Zieliński 85                                                                       |
| 12                                                                                                | 8 października 2021, godz.16:00                                                                   | wyjazd                                                                                            | Foto-Higiena Gać                                                                                  | 2-1                                                                                               | Marcin Przybylski 45, Adrian Błaszkiewicz 73                                                                  |
| 13                                                                                                | 16 października, godz.17:00                                                                       | dom                                                                                               | Polonia Bytom                                                                                     | 1-2                                                                                               | Marcin Przybylski 87                                                                                          |
| 14                                                                                                | 23 października 2021, godz.17:00                                                                  | wyjazd                                                                                            | Odra Wodzisław Śląski                                                                             | 0-1                                                                                               | |
| 15                                                                                                | 30 października 2021, godz.17:00                                                                  | dom                                                                                               | Miedź II Legnica                                                                                  | 1-3                                                                                               | Kamil Nykiel 40                                                                                               |
| 16                                                                                                | 6 listopada 2021, godz.13:00                                                                      | wyjazd                                                                                            | Warta Gorzów Wielkopolski                                                                         | 0-5                                                                                               | |
| 17                                                                                                | 13 listopada 2021, godz.16:00                                                                     | dom                                                                                               | LKS Goczałkowice Zdrój                                                                            | 0-1                                                                                               | |
| 18                                                                                                | 20 listopada 2021, godz.16:00                                                                     | dom                                                                                               | Carina Gubin                                                                                      | 2-0                                                                                               | Lucjan Zieliński 1, Marcin Przybylski 48                                                                      |
|                                                                                                   |                                                                                                   | Runda wiosenna                                                                                    |                                                                                                   |                                                                                                   | |
| 19                                                                                                | 13 marca 2022, godz.12:00                                                                         | wyjazd                                                                                            | Górnik II Zabrze                                                                                  | 0-0                                                                                               | |
| 20                                                                                                | 19 marca 2022, godz.17:00                                                                         | dom                                                                                               | Karkonosze Jelenia Góra                                                                           | 4-1                                                                                               | Lucjan Zieliński 21, 60, Marcin Przybylski 42                                                                 |
| 21                                                                                                | 26 marca 2022, godz.15:00                                                                         | wyjazd                                                                                            | Stal Brzeg                                                                                        | 0-1                                                                                               | |
| 22                                                                                                | 20 kwietnia 2022, godz.17:00                                                                      | dom                                                                                               | Zagłębie II Lubin                                                                                 | 1-3                                                                                               | Lucjan Zieliński 30                                                                                           |
| 23                                                                                                | 4 maja 2022, godz.17:00                                                                           | wyjazd                                                                                            | Rekord Bielsko-Biała                                                                              | 0-3                                                                                               | |
| 24                                                                                                | 16 kwietnia 2022, godz.15:00                                                                      | dom                                                                                               | Lechia Zielona Góra                                                                               | 0-0                                                                                               | |
| 25                                                                                                | 23 kwietnia 2022, godz.16:00                                                                      | wyjazd                                                                                            | Gwarek Tarnowskie Góry                                                                            | 1-0                                                                                               | Adrian Błaszkiewicz 73                                                                                        |
| 26                                                                                                | 27 kwietnia 2022, godz.17:00                                                                      | dom                                                                                               | Pniówek Pawłowice Śląskie                                                                         | 4-0                                                                                               | Radosław Krzyśków 37, Marcin Przybylski 49, Lucjan Zieliński 72, 78                                           |
| 27                                                                                                | 30 kwietnia 2022, godz.17:00                                                                      | dom                                                                                               | Piast Żmigród                                                                                     | 4-1                                                                                               | Patryk Moś 66, Adrian Błaszkiewicz 71, Wojciech Mucha 80, Lucjan Zieliński 81                                 |
| 28                                                                                                | 7 maja 2022, godz.14:00                                                                           | wyjazd                                                                                            | Ślęza Wrocław                                                                                     | 4-3                                                                                               | Adrian Błaszkiewicz 15, 35, Kacper Jóźwicki 30, Lucjan Zieliński 66                                           |
| 29                                                                                                | 14 maja 2022, godz.17:00                                                                          | dom                                                                                               | Foto-Higiena Gać                                                                                  | 5-0                                                                                               | Kacper Jóźwicki 12, Marcin Przybylski 37, 63, Lucjan Zieliński 67, 89                                         |
| 30                                                                                                | 21 maja 2022, godz.17:00                                                                          | wyjazd                                                                                            | Polonia Bytom                                                                                     | 1-1                                                                                               | Adrian Błaszkiewicz 55                                                                                        |
| 31                                                                                                | 28 maja 2022, godz.17:00                                                                          | dom                                                                                               | Odra Wodzisław Śląski                                                                             | 2-4                                                                                               | Kacper Jóźwicki 19, Adrian Błaszkiewicz 81                                                                    |
| 32                                                                                                | 4 czerwca 2022, godz.12:00                                                                        | wyjazd                                                                                            | Miedź II Legnica                                                                                  | 6-1                                                                                               | Adrian Błaszkiewicz 6, Marcin Przybylski 25, 48, Tomasz Gajda 30, Dominik Lewandowski 35, Lucjan Zieliński 70 |
| 33                                                                                                | 10 czerwca 2022, godz.17:00                                                                       | dom                                                                                               | Warta Gorzów Wielkopolski                                                                         | 3-0                                                                                               | Marcin Przybylski 11 (k), Lucjan Zieliński 79, 81                                                             |
| 34                                                                                                | 15 czerwca 2022, godz.17:30                                                                       | wyjazd                                                                                            | LKS Goczałkowice Zdrój                                                                            | 1-1                                                                                               | Tomasz Gajda 87                                                                                               |

### Sezon 2022/2023 – III liga, grupa III
| Statystyka sezonu 2022/2023 (34 mecze, 48 punktów, bramki 61:55, 8 miejsce w III lidze grupa III) | Statystyka sezonu 2022/2023 (34 mecze, 48 punktów, bramki 61:55, 8 miejsce w III lidze grupa III) | Statystyka sezonu 2022/2023 (34 mecze, 48 punktów, bramki 61:55, 8 miejsce w III lidze grupa III) | Statystyka sezonu 2022/2023 (34 mecze, 48 punktów, bramki 61:55, 8 miejsce w III lidze grupa III) | Statystyka sezonu 2022/2023 (34 mecze, 48 punktów, bramki 61:55, 8 miejsce w III lidze grupa III) | Statystyka sezonu 2022/2023 (34 mecze, 48 punktów, bramki 61:55, 8 miejsce w III lidze grupa III)          |
| Kolejka                                                                                           | Data                                                                                              | Dom/Wyjazd                                                                                        | Rywal                                                                                             | Wynik                                                                                             | Strzelcy                                                                                                   |
| ------------------------------------------------------------------------------------------------- | ------------------------------------------------------------------------------------------------- | ------------------------------------------------------------------------------------------------- | ------------------------------------------------------------------------------------------------- | ------------------------------------------------------------------------------------------------- | --- |
|                                                                                                   |                                                                                                   | Runda jesienna                                                                                    |                                                                                                   |                                                                                                   | |
| 1                                                                                                 | 6 sierpnia 2022, godz. 12:00                                                                      | wyjazd                                                                                            | Raków II Częstochowa                                                                              | 1-2                                                                                               | Daniel Błędowski 19                                                                                        |
| 2                                                                                                 | 13 sierpnia 2022, godz. 17:00                                                                     | dom                                                                                               | Carina Gubin                                                                                      | 1-1                                                                                               | Marcin Przybylski 76 (k)                                                                                   |
| 3                                                                                                 | 17 sierpnia 2022, godz. 17:00                                                                     | wyjazd                                                                                            | Ślęza Wrocław                                                                                     | 5-4                                                                                               | Marcin Przybylski 42 (k), 59 (k), 70, Dominik Lewandowski 60, Alan Jaworski 86                             |
| 4                                                                                                 | 20 sierpnia 2022, godz. 17:00                                                                     | dom                                                                                               | Pniówek Pawłowice Śląskie                                                                         | 2-3                                                                                               | Marcin Przybylski 41 (k), 78                                                                               |
| 5                                                                                                 | 27 sierpnia 2022, godz. 17:00                                                                     | wyjazd                                                                                            | Stal Brzeg                                                                                        | 4-0                                                                                               | Kacper Jóźwicki 29, Marcin Przybylski 42, 51, Adrian Błaszkiewicz 84                                       |
| 6                                                                                                 | 2 września 2022, godz. 17:00                                                                      | dom                                                                                               | LKS Goczałkowice Zdrój                                                                            | 1-2                                                                                               | Marcin Przybylski 23                                                                                       |
| 7                                                                                                 | 10 września 2022, godz. 15:00                                                                     | wyjazd                                                                                            | KS Stilon Gorzów Wielkopolski                                                                     | 3-2                                                                                               | Radosław Krzyśków 29, Bartosz Włodarczyk 65, Kacper Jóźwicki 72                                            |
| 8                                                                                                 | 18 września 2022, godz. 16:00                                                                     | dom                                                                                               | Warta Gorzów Wielkopolski                                                                         | 1-2                                                                                               | Marcin Przybylski 25                                                                                       |
| 9                                                                                                 | 24 września 2022, godz. 16:00                                                                     | wyjazd                                                                                            | Lechia Zielona Góra                                                                               | 0-0                                                                                               | |
| 10                                                                                                | 1 października 2022, godz. 16:00                                                                  | dom                                                                                               | Rekord Bielsko-Biała                                                                              | 0-2                                                                                               | |
| 11                                                                                                | 8 października 2022, godz. 14:00                                                                  | wyjazd                                                                                            | Polonia Bytom                                                                                     | 0-2                                                                                               | |
| 12                                                                                                | 15 października 2022, godz. 15:30                                                                 | dom                                                                                               | Gwarek Tarnowskie Góry                                                                            | 1-2                                                                                               | Dominik Lewandowski 30                                                                                     |
| 13                                                                                                | 23 października 2022, godz. 12:00                                                                 | wyjazd                                                                                            | Miedź II Legnica                                                                                  | 2-0                                                                                               | Michał Płonka 10, Adrian Błaszkiewicz 76 (k)                                                               |
| 14                                                                                                | 29 października 2022, godz. 15:00                                                                 | dom                                                                                               | Chrobry II Głogów                                                                                 | 1-1                                                                                               | Tomasz Wojciechowski 38                                                                                    |
| 15                                                                                                | 5 listopada 2022, godz. 17:00                                                                     | wyjazd                                                                                            | Odra Wodzisław Śląski                                                                             | 2-2                                                                                               | Krzysztof Napora 29, Daniel Błędowski 85                                                                   |
| 16                                                                                                | 12 listopada 2022, godz. 13:00                                                                    | dom                                                                                               | Górnik II Zabrze                                                                                  | 5-1                                                                                               | Radosław Krzyśków 11, Adrian Błaszkiewicz 24, Marcin Przybylski 45, 74, 88                                 |
| 17                                                                                                | 19 listopada 2022, godz. 13:00                                                                    | wyjazd                                                                                            | Polonia Nysa                                                                                      | 1-0                                                                                               | Marcin Przybylski 89                                                                                       |
|                                                                                                   |                                                                                                   | Runda wiosenna                                                                                    |                                                                                                   |                                                                                                   | |
| 18                                                                                                | 4 marca 2023, godz. 17:00                                                                         | dom                                                                                               | Raków II Częstochowa                                                                              | 2-1                                                                                               | Marko Zawada 33, Jakub Rajczykowski 45 (samobójcza bramkarza Rakowa II)                                    |
| 19                                                                                                | 12 kwietnia 2023, godz. 17:00                                                                     | wyjazd                                                                                            | Carina Gubin                                                                                      | 0-2                                                                                               | |
| 20                                                                                                | 18 marca 2023, godz. 15:00                                                                        | dom                                                                                               | Ślęza Wrocław                                                                                     | 4-3                                                                                               | Michał Płonka 36, Dominik Lewandowski 47, Bartosz Włodarczyk 73, 80                                        |
| 21                                                                                                | 25 marca 2023, godz. 15:00                                                                        | wyjazd                                                                                            | Pniówek Pawłowice Śląskie                                                                         | 1-2                                                                                               | Kamil Lewandowski 19                                                                                       |
| 22                                                                                                | 1 kwietnia 2023, godz. 18:00                                                                      | dom                                                                                               | Stal Brzeg                                                                                        | 6-2                                                                                               | Kamil Lewandowski 5, 71, Mateusz Chmielowiec 12, Michał Płonka 37, Alan Jaworski 62, Bartosz Włodarczyk 86 |
| 23                                                                                                | 8 kwietnia 2023, godz. 13:00                                                                      | wyjazd                                                                                            | LKS Goczałkowice Zdrój                                                                            | 0-1                                                                                               | |
| 24                                                                                                | 15 kwietnia 2023, godz. 15:00                                                                     | dom                                                                                               | KS Stilon Gorzów Wielkopolski                                                                     | 0-2                                                                                               | |
| 25                                                                                                | 22 kwietnia 2023, godz. 16:00                                                                     | wyjazd                                                                                            | Warta Gorzów Wielkopolski                                                                         | 1-0                                                                                               | Marcin Przybylski 90 (k)                                                                                   |
| 26                                                                                                | 29 kwietnia 2023, godz. 16:00                                                                     | dom                                                                                               | Lechia Zielona Góra                                                                               | 0-0                                                                                               | |
| 27                                                                                                | 5 maja 2023, godz. 17:00                                                                          | wyjazd                                                                                            | Rekord Bielsko-Biała                                                                              | 1-0                                                                                               | Marcin Przybylski 9                                                                                        |
| 28                                                                                                | 13 maja 2023, godz. 17:00                                                                         | dom                                                                                               | Polonia Bytom                                                                                     | 4-5                                                                                               | Michał Płonka 21, Alan Jaworski 31, Marcin Przybylski 36 (k), Bartosz Włodarczyk 89                        |
| 29                                                                                                | 20 maja 2023, godz. 17:00                                                                         | wyjazd                                                                                            | Gwarek Tarnowskie Góry                                                                            | 3-4                                                                                               | Alan Jaworski 57, Mateusz Lechowicz 67, Wiktor Nahrebecki 90                                               |
| 30                                                                                                | 24 maja 2023, godz. 17:00                                                                         | dom                                                                                               | Miedź II Legnica                                                                                  | 2-1                                                                                               | Wiktor Nahrebecki 79, Marcin Przybylski 90 (k)                                                             |
| 31                                                                                                | 27 maja 2023, godz. 18:00                                                                         | wyjazd                                                                                            | Chrobry II Głogów                                                                                 | 2-1                                                                                               | Michał Płonka 21, Marcin Przybylski 42                                                                     |
| 32                                                                                                | 3 czerwca 2023, godz. 17:00                                                                       | dom                                                                                               | Odra Wodzisław Śląski                                                                             | 3-1                                                                                               | Wiktor Nahrebecki 9, Michał Płonka 27, Krzysztof Napora 61                                                 |
| 33                                                                                                | 10 czerwca 2023, godz. 12:00                                                                      | wyjazd                                                                                            | Górnik II Zabrze                                                                                  | 1-3                                                                                               | Dominik Lewandowski 90                                                                                     |
| 34                                                                                                | 17 czerwca 2023, godz. 17:00                                                                      | dom                                                                                               | Polonia Nysa                                                                                      | 1-1                                                                                               | Krzysztof Napora 38                                                                                        |

### Sezon 2023/2024 – III liga, grupa III
| Statystyka sezonu 2022/2023 (34 mecze, 60 punktów, bramki 55:38, 3 miejsce w III lidze grupa III) | Statystyka sezonu 2022/2023 (34 mecze, 60 punktów, bramki 55:38, 3 miejsce w III lidze grupa III) | Statystyka sezonu 2022/2023 (34 mecze, 60 punktów, bramki 55:38, 3 miejsce w III lidze grupa III) | Statystyka sezonu 2022/2023 (34 mecze, 60 punktów, bramki 55:38, 3 miejsce w III lidze grupa III) | Statystyka sezonu 2022/2023 (34 mecze, 60 punktów, bramki 55:38, 3 miejsce w III lidze grupa III) | Statystyka sezonu 2022/2023 (34 mecze, 60 punktów, bramki 55:38, 3 miejsce w III lidze grupa III) |
| Kolejka                                                                                           | Data                                                                                              | Dom/Wyjazd                                                                                        | Rywal                                                                                             | Wynik                                                                                             | Strzelcy                                                                                          |
| ------------------------------------------------------------------------------------------------- | ------------------------------------------------------------------------------------------------- | ------------------------------------------------------------------------------------------------- | ------------------------------------------------------------------------------------------------- | ------------------------------------------------------------------------------------------------- | ------------------------------------------------------------------------------------------------- |
|                                                                                                   |                                                                                                   | Runda jesienna                                                                                    |                                                                                                   |                                                                                                   |                                                                                                   |
| 1                                                                                                 | 05 sierpnia, godz. 18:00                                                                          | wyjazd                                                                                            | Lechia Zielona Góra                                                                               | 1-0                                                                                               | Marcin Przybylski 90                                                                              |
| 2                                                                                                 | 12 sierpnia, godz. 17:00                                                                          | dom                                                                                               | Odra Bytom Odrzański                                                                              | 0-3                                                                                               |                                                                                                   |
| 3                                                                                                 | 19 sierpnia, godz. 17:00                                                                          | wyjazd                                                                                            | KS Stilon Gorzów Wielkopolski                                                                     | 0-0                                                                                               | Patryk Tuszyński 8 (nie strzela karnego)                                                          |
| 4                                                                                                 | 23 sierpnia, godz. 17:00                                                                          | dom                                                                                               | Warta Gorzów Wielkopolski                                                                         | 3-0                                                                                               | Marcin Przybylski 12, Dominik Lewandowski 43, Jakub Trojanowski 57                                |
| 5                                                                                                 | 26 sierpnia, godz. 17:00                                                                          | wyjazd                                                                                            | Karkonosze Jelenia Góra                                                                           | 4-0                                                                                               | Marcin Przybylski 54, Patryk Tuszyński 63, 84, Dominik Lewandowski 68                             |
| 6                                                                                                 | 01 września, godz. 17:00                                                                          | dom                                                                                               | Górnik II Zabrze                                                                                  | 2-1                                                                                               | Neison 13, Marcin Przybylski 54                                                                   |
| 7                                                                                                 | 10 września, godz. 14:30                                                                          | wyjazd                                                                                            | Rekord Bielsko-Biała                                                                              | 1-4                                                                                               | Michał Płonka 69                                                                                  |
| 8                                                                                                 | 16 września, godz. 16:00                                                                          | dom                                                                                               | Gwarek Tarnowskie Góry                                                                            | 3-1                                                                                               | Marcin Przybylski 11, 72, Marko Zawada 90                                                         |
| 9                                                                                                 | 23 września, godz. 12:00                                                                          | wyjazd                                                                                            | Carina Gubin                                                                                      | 1-1                                                                                               | Dominik Lewandowski 10                                                                            |
| 10                                                                                                | 30 września, godz. 18:00                                                                          | dom                                                                                               | Górnik Polkowice                                                                                  | 0-2                                                                                               |                                                                                                   |
| 11                                                                                                | 07 października, godz. 15:30                                                                      | wyjazd                                                                                            | Ślęza Wrocław                                                                                     | 1-1                                                                                               | Marcin Przybylski 27                                                                              |
| 12                                                                                                | 14 października, godz. 17:00                                                                      | dom                                                                                               | Śląsk II Wrocław                                                                                  | 3-1                                                                                               | Michał Płonka 6, Michał Maj 14, Marcin Przybylski 47                                              |
| 13                                                                                                | 14 listopada, godz. 17:00                                                                         | dom                                                                                               | Unia Turza Śląska                                                                                 | 2-0                                                                                               | Mateusz Lechowicz 10, Michał Maj 50                                                               |
| 14                                                                                                | 28 października, godz. 16:00                                                                      | dom                                                                                               | Pniówek Pawłowice Śląskie                                                                         | 2-2                                                                                               | Marcin Przybylski 5, 49 (k)                                                                       |
| 15                                                                                                | 04 listopada, godz. 12:45                                                                         | wyjazd                                                                                            | LZS Starowice Dolne                                                                               | 0-0                                                                                               |                                                                                                   |
| 16                                                                                                | 10 listopada, godz. 17:00                                                                         | dom                                                                                               | Raków II Częstochowa                                                                              | 3-0                                                                                               | Patryk Tuszyński 17, Patryk Wiszniowski 20 (k), Bartosz Włodarczyk 58                             |
| 17                                                                                                | 18 listopada, godz. 13:00                                                                         | wyjazd                                                                                            | LKS Goczałkowice Zdrój                                                                            | 2-1                                                                                               | Maksymilian Nowak 48, Patryk Wiszniowski 89 (k)                                                   |
| 18                                                                                                | 24 listopada, godz. 17:00                                                                         | dom                                                                                               | Lechia Zielona Góra                                                                               | 2-0                                                                                               | Patryk Tuszyński 19, Dawid Rachel 90                                                              |
|                                                                                                   |                                                                                                   | Runda wiosenna                                                                                    |                                                                                                   |                                                                                                   |                                                                                                   |
| 19                                                                                                | 02 marca, godz. 12:00                                                                             | wyjazd                                                                                            | Odra Bytom Odrzański                                                                              | 1-0                                                                                               | Patryk Tuszyński 72                                                                               |
| 20                                                                                                | 09 marca, godz. 17:00                                                                             | dom                                                                                               | KS Stilon Gorzów Wielkopolski                                                                     | 3-2                                                                                               | Patryk Wiszniowski 22 (k), Dawid Wojtyra 62, Michał Maj 86                                        |
| 21                                                                                                | 16 marca, godz. 13:00                                                                             | wyjazd                                                                                            | Warta Gorzów Wielkopolski                                                                         | 4-0                                                                                               | Dawid Wojtyra 17, 24, 46, 90                                                                      |
| 22                                                                                                | 23 marca, godz. 17:00                                                                             | dom                                                                                               | Karkonosze Jelenia Góra                                                                           | 1-0                                                                                               | Patryk Tuszyński 56                                                                               |
| 23                                                                                                | 29 marca, godz. 13:00                                                                             | wyjazd                                                                                            | Górnik II Zabrze                                                                                  | 3-0                                                                                               | Maksymilian Nowak 27, Patryk Tuszyński 37, Marko Zawada 66                                        |
| 24                                                                                                | 06 kwietnia, godz. 17:00                                                                          | dom                                                                                               | Rekord Bielsko-Biała                                                                              | 1-1                                                                                               | Michał Płonka 62                                                                                  |
| 25                                                                                                | 13 kwietnia godz. 17:00                                                                           | wyjazd                                                                                            | Gwarek Tarnowskie Góry                                                                            | 3-2                                                                                               | Dawid Wojtyra 18, Mateusz Lechowicz 50, Michał Płonka 53                                          |
| 26                                                                                                | 21 kwietnia godz. 17:00                                                                           | dom                                                                                               | Carina Gubin                                                                                      | 1-2                                                                                               | Michał Płonka 15                                                                                  |
| 27                                                                                                | 27 kwietnia, godz. 15:00                                                                          | wyjazd                                                                                            | Górnik Polkowice                                                                                  | 0-4                                                                                               |                                                                                                   |
| 28                                                                                                | 03 maja, godz. 17:00                                                                              | dom                                                                                               | Ślęza Wrocław                                                                                     | 1-1                                                                                               | Mateusz Lechowicz 45                                                                              |
| 29                                                                                                | 11 maja, godz. 12:00                                                                              | wyjazd                                                                                            | Śląsk II Wrocław                                                                                  | 1-0                                                                                               | Filip Wienczek 30                                                                                 |
| 30                                                                                                | 15 maja, godz. 17:30                                                                              | wyjazd                                                                                            | Unia Turza Śląska                                                                                 | 2-2                                                                                               | Dawid Wojtyra 17, Patryk Tuszyński 23                                                             |
| 31                                                                                                | 18 maja godz. 17:00                                                                               | wyjazd                                                                                            | Pniówek Pawłowice Śląskie                                                                         | 1-2                                                                                               | Krzysztof Napora 51                                                                               |
| 32                                                                                                | 26 maja, godz. 17:00                                                                              | dom                                                                                               | LZS Starowice Dolne                                                                               | 1-2                                                                                               | Kacper Paszkowski 82                                                                              |
| 33                                                                                                | 31 maja, godz. 17:00                                                                              | wyjazd                                                                                            | Raków II Częstochowa                                                                              | 0-1                                                                                               |                                                                                                   |
| 34                                                                                                | 08 czerwca, godz. 15:00                                                                           | dom                                                                                               | LKS Goczałkowice Zdrój                                                                            | 2-2                                                                                               | Dawid Wojtyra 59 (k), Mateusz Lechowicz 65                                                        |

### Sezon 2024/2025 – III liga, grupa III
| Statystyka sezonu 2024/2025 (34 mecze,69 punktów, bramki 69:23, 2 miejsce w Betclic III lidze grupa III) | Statystyka sezonu 2024/2025 (34 mecze,69 punktów, bramki 69:23, 2 miejsce w Betclic III lidze grupa III) | Statystyka sezonu 2024/2025 (34 mecze,69 punktów, bramki 69:23, 2 miejsce w Betclic III lidze grupa III) | Statystyka sezonu 2024/2025 (34 mecze,69 punktów, bramki 69:23, 2 miejsce w Betclic III lidze grupa III) | Statystyka sezonu 2024/2025 (34 mecze,69 punktów, bramki 69:23, 2 miejsce w Betclic III lidze grupa III) | Statystyka sezonu 2024/2025 (34 mecze,69 punktów, bramki 69:23, 2 miejsce w Betclic III lidze grupa III) |
| Kolejka                                                                                                  | Data | Dom/Wyjazd                                                                                               | Rywal | Wynik | Strzelcy                                                                                                 |
| --- | --- | --- | --- | --- | --- |
| | | Runda jesienna                                                                                           | | | |
| 1 | 03 sierpnia 2024, godz. 19:00                                                                            | dom | Warta Gorzów Wielkpolski                                                                                 | 1-1 | Patryk Wiszniowski 45                                                                                    |
| 2 | 10 sierpnia 2024, godz. 17:00                                                                            | wyjazd                                                                                                   | Górnik Polkowice                                                                                         | 2-1 | Dawid Wojtyra 43, Patryk Tuszyński 68                                                                    |
| 3 | 16 sierpnia 2024, godz. 17:00                                                                            | dom | Górnik II Zabrze                                                                                         | 1-0 | Marcel Sluga 88                                                                                          |
| 4 | 21 sierpnia 2024, godz. 17:00                                                                            | wyjazd                                                                                                   | Unia Turza Śląska                                                                                        | 2-2 | Dawid Wojtyra 6, Patryk Tuszyński 86                                                                     |
| 5 | 09 października 2024, godz. 17:30                                                                        | dom | Karkonosze Jelenia Góra                                                                                  | 6-0 | Konrad Janicki 10, 24, Patryk Tuszyński 45 (k), 55, Kacper Ćwielong 66, 74                               |
| 6 | 31 sierpnia 2024, godz. 12:00                                                                            | wyjazd                                                                                                   | Śląsk II Wrocław                                                                                         | 3-1 | Dawid Wojtyra 22 (k), 48 (k), 65                                                                         |
| 7 | 07 września 2024, godz. 16:00                                                                            | dom | Odra Bytom Odrzański                                                                                     | 0-1 | |
| 8 | 13 września 2024, godz. 16:00                                                                            | dom | Podlesianka Katowice                                                                                     | 0-3 | |
| 9 | 21 września 2024, godz. 16:00                                                                            | wyjazd                                                                                                   | KS Stilon Gorzów Wielkopolski                                                                            | 5-1 | Dawid Wojtyra 25, 27, Maksymilian Nowak 30, Patryk Tuszyński 56, 61                                      |
| 10 | 28 września 2024, godz. 16:00                                                                            | dom | Polonia Słubice                                                                                          | 1-0 | Juliusz Molis 68                                                                                         |
| 11 | 06 października 2024, godz. 14:00                                                                        | wyjazd                                                                                                   | Stal Brzeg                                                                                               | 2-0 | Dawid Wojtyra 23, 45                                                                                     |
| 12 | 12 października 2024, godz. 13:00                                                                        | dom | Ślęza Wrocław                                                                                            | 4-1 | Marcin Grolik 5, Konrad Janicki 27, Miłosz Kozik 50 (s), Kamil Bębenek 81                                |
| 13 | 19 października 2024, godz. 14:00                                                                        | wyjazd                                                                                                   | Pniówek Pawłowice Śląskie                                                                                | 0-1 | |
| 14 | 26 października 2024, godz. 17:00                                                                        | dom | Carina Gubin                                                                                             | 1-3 | Kamil Bębenek 78                                                                                         |
| 15 | 02 listopada 2024, godz. 13:00                                                                           | wyjazd                                                                                                   | LKS Goczałkowice Zdrój                                                                                   | 0-0 | |
| 16 | 09 listopada 2024, godz. 16:00                                                                           | dom | Miedź II Legnica                                                                                         | 2-1 | Patryk Wiszniowski 8 (k), Patryk Tuszyński 88                                                            |
| 17 | 16 listopada 2024, godz. 13:00                                                                           | wyjazd                                                                                                   | Lechia Zielona Góra                                                                                      | 2-2 | Patryk Tuszyński 32, Kamil Bębenek 44                                                                    |
| 18 | 23 listopada 2024, godz. 13:00                                                                           | wyjazd                                                                                                   | Warta Gorzów Wielkpolski                                                                                 | 0-0 | |
| | | Runda wiosenna                                                                                           | | | |
| 19 | 01 marca 2025, godz. 17:00                                                                               | dom | Górnik Polkowice                                                                                         | 1-1 | Marcel Misztal 90                                                                                        |
| 20 | 08 marca 2025, godz. 15:00                                                                               | wyjazd                                                                                                   | Górnik II Zabrze                                                                                         | 2-0 | Dawid Wojtyra 18 (k), Maksymilian Nowak 90                                                               |
| 21 | 15 marca 2025, godz. 17:00                                                                               | dom | Unia Turza Śląska                                                                                        | 3-0 | Dawid Wojtyra 37 (k), 86 (k), Patryk Tuszyński 39                                                        |
| 22 | 22 marca 2025, godz. 17:00                                                                               | wyjazd                                                                                                   | Karkonosze Jelenia Góra                                                                                  | 0-1 | |
| 23 | 29 marca 2025, godz. 17:00                                                                               | dom | Śląsk II Wrocław                                                                                         | 0-1 | |
| 24 | 06 kwietnia 2025, godz. 12:00                                                                            | wyjazd                                                                                                   | Odra Bytom Odrzański                                                                                     | 2-0 | Kacper Ćwielong 14, Marcel Misztal 70                                                                    |
| 25 | 12 kwietnia 2025, godz. 16:00                                                                            | wyjazd                                                                                                   | Podlesianka Katowice                                                                                     | 3-0 | Marko Zawada 52, 90, Marcel Misztal 88                                                                   |
| 26 | 19 kwietnia 2025, godz. 15:00                                                                            | dom | KS Stilon Gorzów Wielkopolski                                                                            | 3-0 | Marcel Misztal 45, Konrad Janicki 77, Dawid Wojtyra 90                                                   |
| 27 | 26 kwietnia 2025, godz. 12:00                                                                            | wyjazd                                                                                                   | Polonia Słubice                                                                                          | 3-0 | Neison 4, Dawid Wojtyra 39 (k), 82                                                                       |
| 28 | 01 maja 2025, godz. 17:00                                                                                | dom | Stal Brzeg                                                                                               | 2-0 | Konrad Janicki 71, Krzysztof Napora 90                                                                   |
| 29 | 10 maja 2025, godz. 15:30                                                                                | wyjazd                                                                                                   | Ślęza Wrocław                                                                                            | 3-0 | Neison 58, 67, Konrad Janicki 61                                                                         |
| 30 | 17 maja 2025, godz. 17:00                                                                                | dom | Pniówek Pawłowice Śląskie                                                                                | 6-0 | Neison 5, Dawid Wojtyra 33, 63, 71, Marko Zawada 57, Kacper Ćwielong 83                                  |
| 31 | 21 maja 2025, godz. 16:00                                                                                | wyjazd                                                                                                   | Carina Gubin                                                                                             | 0-1 | |
| 32 | 25 maja 2025, godz. 17:30                                                                                | dom | LKS Goczałkowice Zdrój                                                                                   | 2-0 | Dominik Lewandowski 74, Patryk Tuszyński 84                                                              |
| 33 | 30 maja 2025, godz. 15:00                                                                                | wyjazd                                                                                                   | Miedź II Legnica                                                                                         | 4-1 | Patryk Tuszyński 15, 39, 49, Dawid Wojtyra 57                                                            |
| 34 | 07 czerwca 2025, godz. 15:00                                                                             | dom | Lechia Zielona Góra                                                                                      | 3-0 | Dawid Wojtyra 56, 69, 83                                                                                 |
| | | Baraże o udział w Betclic II lidze                                                                       | | | |
| 35 | 11 czerwca 2025, godz. 17:00                                                                             | wyjazd                                                                                                   | Błękitni Stargard                                                                                        | 0-3 | |

### Sezon 2025/2026 – III liga, grupa III
| Statystyka sezonu 2024/2025 (? mecze,? punktów, bramki ?:?, ? miejsce w Betclic III lidze grupa III) | Statystyka sezonu 2024/2025 (? mecze,? punktów, bramki ?:?, ? miejsce w Betclic III lidze grupa III) | Statystyka sezonu 2024/2025 (? mecze,? punktów, bramki ?:?, ? miejsce w Betclic III lidze grupa III) | Statystyka sezonu 2024/2025 (? mecze,? punktów, bramki ?:?, ? miejsce w Betclic III lidze grupa III) | Statystyka sezonu 2024/2025 (? mecze,? punktów, bramki ?:?, ? miejsce w Betclic III lidze grupa III) | Statystyka sezonu 2024/2025 (? mecze,? punktów, bramki ?:?, ? miejsce w Betclic III lidze grupa III) |
| Kolejka                                                                                              | Data                                                                                                 | Dom/Wyjazd                                                                                           | Rywal                                                                                                | Wynik                                                                                                | Strzelcy                                                                                             |
| --- | --- | --- | --- | --- | --- |
| | | Runda jesienna                                                                                       | | | |
| 1 | 02 sierpnia 2025, godz. 18:00                                                                        | wyjazd                                                                                               | Lechia Zielona Góra                                                                                  | 1-1                                                                                                  | Konrad Janicki 3                                                                                     |
| 2 | 09 sierpnia 2025, godz. 17:00                                                                        | dom                                                                                                  | Karkonosze Jelenia Góra                                                                              | 6-3                                                                                                  | Rafał Niziołek 35 (k), 49 (k), Michał Biskup 36, 68, Mateusz Kulig 80, Patryk Tuszyński 84           |
| 3 | 16 sierpnia 2025, godz. 12:00                                                                        | wyjazd                                                                                               | Górnik II Zabrze                                                                                     | 1-0                                                                                                  | Michał Biskup 46                                                                                     |
| 4 | 24 sierpnia 2025, godz. 17:00                                                                        | dom                                                                                                  | Skra Częstochowa                                                                                     | ?-?                                                                                                  | |
| 5 | 27 sierpnia 2025, godz. 17:00                                                                        | wyjazd                                                                                               | Słowianin Wolibórz                                                                                   | ?-?                                                                                                  | |
| 6 | 31 sierpnia 2025, godz. 17:00                                                                        | dom                                                                                                  | Zagłębie II Lubin                                                                                    | ?-?                                                                                                  | |
| 7 | 05 września 2025, godz. 19:00                                                                        | wyjazd                                                                                               | Polonia Nysa                                                                                         | ?-?                                                                                                  | |
| 8 | 13 września 2025, godz. 17:00                                                                        | dom                                                                                                  | Miedź II Legnica                                                                                     | ?-?                                                                                                  | |
| 9 | 20 września 2025, godz. 12:00                                                                        | wyjazd                                                                                               | Sparta Katowice                                                                                      | ?-?                                                                                                  | |
| 10                                                                                                   | 27 września 2025, godz. 16:00                                                                        | dom                                                                                                  | LZS Starowice Dolne                                                                                  | ?-?                                                                                                  | |
| 11                                                                                                   | 04 października 2025, godz. 16:00                                                                    | wyjazd                                                                                               | Pniówek Pawłowice Śląskie                                                                            | ?-?                                                                                                  | |
| 12                                                                                                   | 11 października 2025, godz. 15:00                                                                    | dom                                                                                                  | Stal Jasień                                                                                          | ?-?                                                                                                  | |

## Stadion

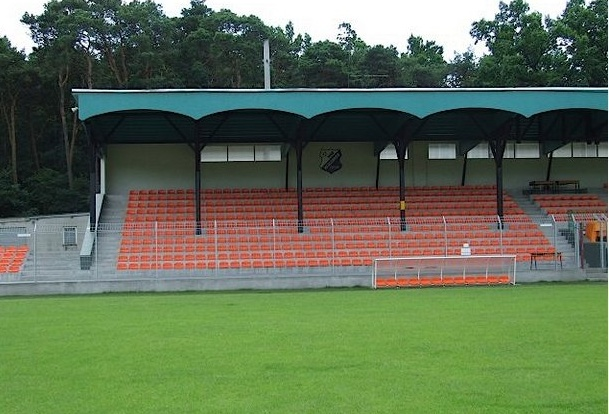
Trybuna główna Stadionu Miejskiego w Kluczborku

Dane Stadionu Miejskiego w Kluczborku, który jest częścią Wojewódzkiego Kampusu Sportowo-Rekreacyjnego „STOBRAWA” w Kluczborku:
- adres: ul. Sportowa 7, 46-200 Kluczbork,
- data budowy: 1928 rok,
- pojemność: 2776 miejsc siedzących (w tym 500 w sektorze gości),
- oświetlenie: 1600 luksów[68].
- wymiary boiska: 106 × 69 m,
- nawierzchnia: trawiasta,
- stadion spełnia wymogi PZPN do rozgrywania meczów pierwszoligowych,
- szatnie meczowe z węzłem sanitarnym: gospodarzy 38 m², gości 34 m²,
- pomieszczenia trenerów, sędziów, medyczne,
- sztuczne nawodnienie płyty boiska,
- monitoring płyty boiska,
- sala konferencyjna dla mediów,
- parking[69].

## Sukcesy
- Awans do I ligi w sezonie 2015/2016[70]
- I runda Pucharu Polski 2018/2019
  - MKS Kluczbork 0:2 Podbeskidzie Bielsko-Biała (Chopi 4′, Adrian Rakowski 12′)[71]
- 1/8 finału Pucharu Polski 2011/2012
  - MKS Kluczbork 0:1 Ruch Zdzieszowice (Tomasz Kasprzyk 85′)[72]
- 6. miejsce w I lidze 2009/2010
- Awans do I ligi w sezonie 2008/2009
- Awans do nowej II ligi w sezonie 2007/2008
- Awans do III ligi w sezonie 2006/2007

## Kadra w sezonie 2023/2024
Skład kadry jesień 2023 roku.
| Nr | Poz. | Piłkarz            |
| -- | ---- | ------------------ |
| 1  | BR   | Dariusz Szczerbal  |
|    | BR   | Miłosz Jaskuła     |
|    | BR   | Marcin Kaczmarczyk |
| 7  | OB   | Krzysztof Napora   |
| 21 | OB   | Patryk Wiszniowski |
| 17 | OB   | Kacper Paszkowski  |
| 31 | OB   | Mateusz Lechowicz  |
| 4  | OB   | Michał Maj         |
|    | OB   | Nataniel Szota     |
| 3  | OB   | Jakub Trojanowski  |
| 5  | PO   | Maksymilian Nowak  |
| 9  | PO   | Michał Płonka      |

| Nr | Poz. | Piłkarz                         |
| -- | ---- | ------------------------------- |
| 8  | PO   | Neison Antunes Pereira „Neison” |
| 71 | PO   | Marko Zawada                    |
| 23 | PO   | Dominik Lewandowski             |
| 15 | PO   | Filip Wienczek                  |
| 94 | PO   | Bartosz Włodarczyk              |
| 97 | PO   | Dawid Rachel                    |
|    | PO   | Kamil Lewandowski               |
|    | PO   | Tomasz Mirowski                 |
|    | PO   | Patryk Moś                      |
| 21 | PO   | Patryk Wiszniowski              |
| 6  | NA   | Patryk Tuszyński                |
| 10 | NA   | Marcin Przybylski               |

Od 2010 roku w klubie nie jest używany numer „2” na koszulce, który został zastrzeżony dla byłego piłkarza MKS-u – Waldemara Soboty (w sezonie 2012/2013 piłkarza Śląska Wrocław, w latach 2013–2016 zawodnik belgijskiego Club Brugge, w latach 2015–2016 wypożyczony do niemieckiego FC St. Pauli, w latach 2016–2020 związany kontraktem z FC St. Pauli, a od 1 lipca 2020 ponownie piłkarza Śląska Wrocław).

## Trenerzy
| Trener               | Lata trenowania      | Lata trenowania      |
| Trener               | Od                   | Do                   |
| Ryszard Okaj         | 2003                 | 30 czerwca 2008      |
| Andrzej Polak        | 1 lipca 2008         | 9 czerwca 2009       |
| Grzegorz Kowalski    | 15 czerwca 2009      | 2 września 2009      |
| Ryszard Okaj         | 2 września 2009      | 14 września 2009     |
| Grzegorz Kowalski    | 14 września 2009     | 27 stycznia 2011     |
| Ryszard Okaj         | 27 stycznia 2011     | 30 czerwca 2011      |
| Zbigniew Smółka      | 1 lipca 2011         | 27 maja 2012         |
| Andrzej Konwiński    | 27 maja 2012         | 10 kwietnia 2016     |
| Mirosław Dymek       | 12 kwietnia 2016     | 2 listopada 2016     |
| Tomasz Asensky       | 3 listopada 2016     | 19 kwietnia 2017     |
| Andrzej Konwiński    | 20 kwietnia 2017     | 25 września 2017     |
| Łukasz Ganowicz      | 25 września 2017     | 17 października 2017 |
| Tomasz Kulawik       | 17 października 2017 | 6 grudnia 2017       |
| Jan Furlepa          | 29 grudnia 2017      | 15 czerwca 2018      |
| Andrzej Orzeszek     | 26 czerwca 2018      | 16 października 2018 |
| Dariusz Surmiński    | 16 października 2018 | 23 września 2019     |
| Jan Furlepa          | 23 września 2019     | 30 kwietnia 2021     |
| Krzysztof Stodoła    | 30 kwietnia 2021     | 7 maja 2021          |
| Tomasz Kazimierowicz | 7 maja 2021          | 11 października 2021 |
| Piotr Jacek          | 13 października 2021 | 27 marca 2022        |
| Kamil Socha          | 28 marca 2022        | 22 kwietnia 2022     |
| Tomasz Chatkiewicz   | 22 kwietnia 2022     | 20 czerwca 2023      |
| Łukasz Ganowicz      | 20 czerwca 2023      | nadal                |

• Powyższa lista uwzględnia wszystkich szkoleniowców

## Sezon po sezonie
| Sezon     | Liga                        | Szczebel rozgrywek | Miejsce | Mecze | Pkt | Z  | R  | P  | Bramki | Awans-Spadek ↑↓ | Puchar Polski                         | Uwagi                                                 |
| --------- | --------------------------- | ------------------ | ------- | ----- | --- | -- | -- | -- | ------ | --------------- | ------------------------------------- | ----------------------------------------------------- |
| 2003/2004 | IV liga (gr. opolska)       | IV                 | 3       | 34    | 71  | 22 | 5  | 7  | 64–36  |                 | 1/4 finału opolskiego Pucharu Polski  | 30.06.2003 – oficjalna data powstania MKS-u Kluczbork |
| 2004/2005 | IV liga (gr. opolska)       | IV                 | 4       | 34    | 61  | 18 | 7  | 9  | 62–36  |                 | 1/2 finału opolskiego Pucharu Polski  |                                                       |
| 2005/2006 | IV liga (opolska)           | IV                 | 5       | 34    | 64  | 29 | 4  | 10 | 73–32  |                 | 1/8 finału opolskiego Pucharu Polski  |                                                       |
| 2006/2007 | IV liga (opolska)           | IV                 | 1       | 30    | 80  | 22 | 2  | 2  | 97–24  | Awans ↑         | 1/16 finału opolskiego Pucharu Polski |                                                       |
| 2007/2008 | III liga, grupa III         | III                | 4       | 30    | 56  | 16 | 8  | 6  | 55-31  | Awans ↑         | 1/32 finału opolskiego Pucharu Polski |                                                       |
| 2008/2009 | II liga, grupa zachodnia    | III                | 1       | 34    | 67  | 21 | 4  | 9  | 59-33  | Awans ↑         |                                       | Reforma piłki nożnej                                  |
| 2009/2010 | I liga                      | II                 | 6       | 34    | 46  | 12 | 10 | 12 | 43-37  |                 | Runda wstępna Pucharu Polski          |                                                       |
| 2010/2011 | I liga                      | II                 | 15      | 34    | 36  | 8  | 12 | 14 | 36-44  | Spadek ↓        | I runda Pucharu Polski                |                                                       |
| 2011/2012 | II liga, grupa zachodnia    | III                | 10      | 34    | 48  | 13 | 9  | 12 | 44-35  |                 | 1/8 finału Pucharu Polski             |                                                       |
| 2012/2013 | II liga, grupa zachodnia    | III                | 5       | 34    | 57  | 16 | 9  | 9  | 54-28  |                 | Runda przedwstępna Pucharu Polski     |                                                       |
| 2013/2014 | II liga, grupa zachodnia    | III                | 5       | 34    | 52  | 14 | 10 | 10 | 57-46  |                 | Runda przedwstępna Pucharu Polski     |                                                       |
| 2014/2015 | II liga                     | III                | 1       | 34    | 59  | 16 | 11 | 7  | 44-30  | Awans ↑         | Runda przedwstępna Pucharu Polski     |                                                       |
| 2015/2016 | I liga                      | II                 | 15      | 34    | 41  | 11 | 8  | 15 | 40-55  |                 | Runda wstępna Pucharu Polski          |                                                       |
| 2016/2017 | Nice I liga                 | II                 | 18      | 34    | 25  | 4  | 13 | 17 | 35-66  | Spadek ↓        | Runda wstępna Pucharu Polski          | Nice – sponsor tytularny I ligi                       |
| 2017/2018 | II liga                     | III                | 15      | 34    | 39  | 9  | 13 | 12 | 37-51  | Spadek ↓        | I runda Pucharu Polski                |                                                       |
| 2018/2019 | III liga, grupa III         | IV                 | 13      | 34    | 42  | 11 | 9  | 14 | 33-41  |                 | I runda Pucharu Polski                |                                                       |
| 2019/2020 | III liga, grupa III         | IV                 | 4       | 18    | 30  | 9  | 3  | 6  | 30-24  |                 | 1/16 finału opolskiego Pucharu Polski |                                                       |
| 2020/2021 | III liga, grupa III         | IV                 | 13      | 36    | 41  | 11 | 8  | 17 | 57-77  |                 | 1/16 finału opolskiego Pucharu Polski |                                                       |
| 2021/2022 | III liga, grupa III         | IV                 | 12      | 34    | 43  | 12 | 7  | 15 | 55-57  |                 | 1/4 finału opolskiego Pucharu Polski  |                                                       |
| 2022/2023 | III liga, grupa III         | IV                 | 8       | 34    | 48  | 14 | 6  | 14 | 61-55  |                 | 1/4 finału opolskiego Pucharu Polski  |                                                       |
| 2023/2024 | III liga, grupa III         | IV                 | 3       | 34    | 60  | 17 | 9  | 8  | 55-38  |                 | Zwycięstwo w opolskim Pucharze Polski |                                                       |
| 2024/2025 | Betclic III liga, grupa III | IV                 | 2       | 34    | 69  | 21 | 6  | 7  | 69-23  |                 | 1/16 finału Pucharu Polski            |                                                       |
| 2025/2026 | Betclic III liga, grupa III | IV                 | ?       | ?     | ?   | ?  | ?  | ?  | ?-?    |                 |                                       |                                                       |

| Znaczenie kolorów (Rozgrywki Ligowe) | Liczba sezonów |
| ------------------------------------ | -------------- |
| I poziom ligowy                      | 0              |
| II poziom ligowy                     | 4              |
| III poziom ligowy                    | 7              |
| IV poziom ligowy                     | 9              |
| V poziom ligowy                      | 0              |
| VI poziom ligowy                     | 0              |